# Manifestgalan
Manifestgalan är en årlig musikgala, som sedan 2003 anordnas av Svenska oberoende musikproducenter (SOM) i Stockholm. 
Namnet på galan har hämtats från skivbolaget Manifest, en av SOM:s första medlemmar. SOM har sitt ursprung i 1970-talets proggrörelse. På galan, som är öppen för allmänheten, premieras artister och musiker från oberoende skivbolag. Priserna, som omfattar flera musikgenrer och kategorier, omnämns även som Manifestpriset eller enbart Manifest. Galan hålls varje år i februari.
Statyetten som delas ut till pristagarna är skapad och tillverkad av musikern och konstnären Björn Gimstedt.

## 2003
Den allra första galan, år 2003, ägde rum den 31 januari på Kulturhuset i Stockholm. Uppträdande akter var The Teenage Idols, Granada, Jmy Haze Beatbox, Totalt Jävla Mörker och Ison & Fille. Konferencier var Miss Universum.
Doktor Kosmos var trippelt nominerade. The Bear Quartet, Timbuktu, Testbild!, Ison & Fille, Ellika Frisell & Solo Cissokho, Marit Bergman, Totalt Jävla Mörker, Hans Appelqvist, Sunday Brunch och The Embassy var dubbelt nominerad. Enbart Timbuktu vann i alla sina kategorier.

### Nominerade och vinnare
Vinnare är placerade högst upp och i fet stil.
| Årets Pop/Rock - The Embassy – Futile Crimes (Service/Border) - The Bear Quartet – Ny våg (A West Side Fabrication/MNW) - David & the Citizens – For All Happy Endings (Adrian Recordings/Border) - Doktor Kosmos – Reportage! (NONS/MNW) - Marit Bergman – 3.00 A.M. Serenades (Sugartoy/Border) | Årets Hårdrock/Punk - Totalt Jävla Mörker – Det ofrivilliga lidandets maskineri (Distortion/Border) - In Flames – Reroute to remain (Nuclear Blast/MNW) - Thåström – Mannen som blev en gris (Mistlur/MNW) - Spiritual Beggars – On fire (Music For Nations/Zomba) - Vomitory – Blood rapture (Metal Blade/Border) |
| Årets Hiphop/RnB/Soul - Timbuktu – Wåtts Dö Madderfakking Diil? (Juju/Playground) - LoopTroop – The Struggle Continues (David Vs Goliath/Burning Heart) - Heli – Öronknark (Streetzone/Border) - Masayah – Masayah (Swing-A-Ling/MNW) - Ison & Fille – Vår sida av stan (Hemmalaget/V2)           | Årets Elektroniska/Postrock - Hans Appelqvist – Tonefilm (Komplott) - Mokira – Plee (Mille Plateaux/Border) - Nova Express – One (Rocket Number Nine) - Pallin – Far From Yokohama (URU) - Testbild! – The Double Life Of Testbild! (Radio Khartoum)                                                               |
| Årets Dans - Koop – Waltz for Koop (Superstudio/Diesel/Sony) - Adam Beyer – Ignition Key (Truesoul) - The Mighty Quark – Silverdale (Play) - Eerik & Arvid – Shimmer (Raw Fusion) - Sunday Brunch – No resistance (SVEK/Goldhead/Next Stop)                                                       | Årets Folk - Ellika Frisell & Solo Cissokho – Tretakt Takissaba (Xource/MNW) - Golbang – Saali nó (Stran) - Harv – Töst (Drone/CDA) - Olle Lindvall (Drone/CDA) - Sumer – Iraq (Sw/Eden/Border) |
| Årets Textförfattare - Timbuktu - Mattias Alkberg (The Bear Quartet) - Uje Brandelius (Doktor Kosmos) - Ison & Fille - Petter Herbertsson (Testbild!) | Årets Live - In Flames - Doktor Kosmos - Jmyhaze Beatbox - Spotrunnaz - Ellika Frisell och Solo Cissokho |
| Årets Nykomling - Marit Bergman - Totalt Jävla Mörker - Hans Appelqvist - Sunday Brunch - The Embassy | |

## 2004
Manifestgalan 2004 utspelade sig den 29 januari på Debaser i Stockholm. Uppträdande akter var Ane Brun, Burst, Den Flygande Bokrullen, Bring Me The Fucking Riot... Man, Hundarna från Söder och Paragon. Konferencier var Peter Wahlbeck. 
Kategorin Årets Singer/Songwriter introducerades detta år. 
The Radio Dept. och José Gonzales var dubbelt nominerade och vann i varsin kategori.

### Nominerade och vinnare
Vinnare är placerade högst upp och i fet stil.
| Årets Pop/Rock - The Knife – Deep Cuts (Rabid/Border) - Hell on Wheels – Oh My God! What have I done (MNW/BAM) - The Radio Dept. – Lesser matters (Labrador/Border) - The Concretes – The Concretes (Licking Fingers/Playground) - Franke – Optimismens hån (Service/Virgin)                                                 | Årets Hårdrock/Punk - Nasum – Helvete (Relapse/Border) - Arch Enemy – Anthems of rebellion (Century Media/Border) - Burst – Prey on life (Relapse/Border) - Cult of Luna – The beyond (Earache/Sound Pollution) - Katatonia – Viva emptiness (Peaceville/Sound Pollution)                          |
| Årets Hiphop/RnB/Soul - Chords – The Garden Around The Mansion (JuJu Records/Playground) - Speech defect – Freshcoast Gettin´Rowdy (No Cool Music) - Soul Supreme – The Saturday Nite Agenda (Grit Records) - Advance Patrol – Utskrivna (Playground Music) - Kaah – Jideblasko International (Jideblasko International/MNW) | Årets Elektroniska/Postrock - Sophie Rimheden – Hi-fi (Mitek/Hot Stuff) - Namur – Conquer Me (Crying Bob Records/Sound Pollution) - Sagor & Swing – Allt hänger samman (Häpna/BAM) - Slagsmålsklubben – Den svenske disco (Beat That/Border) - Tape – Milieu (Häpna/BAM )                          |
| Årets Dans/House/Techno - Plej – Electronic Music From The Swedish Leftcoast (Exceptional) - Hundarna från Söder (Flora & Fauna) - Forss – Soulhack (Sonar Kollektiv) - Stateless – Art Of No State (Freerange) - Steve Angello – …presents Tracks (Konvex\|Konkav)                                                          | Årets Folk - Frifot – Sluring (Amigo/BAM) - Lisa Rydberg – Östbjörka (Gazell/Warner) - Anders Nygårds & Magnus Stinnerbom – Dalahyl (Drone/CDA) - Anders Norudde, Leo Svensson och Göran Fredriksson – Med hull och hår (Giga/BAM) - Cerro Esperanza Band – Nubes del alma (Footprint records/CDA) |
| Årets Singer/Songwriter - José González – Veneer (Imperial recordings/BAM) - Ane Brun – Spending time with Morgan (DetErMine Records/V2) - Ulf Stureson – Allt jag ville säga (Silence/Border) - Christian Kjellvander – Introducing the past (Startracks/BAM) - Johan Borgert – Johan Borgert (MNW/BAM)                     | Årets Live - Moneybrother (Burning Heart) - Looptroop (Burning Heart) - Randy (Burning Heart) - Timbuktu med Damn (JuJu Records/Playground) - Club Killers |
| Årets Nykomling - The Radio Dept. (Labrador) - Miss Universum (MNW) - José González (Imperial Recordings) - Shout Out Louds (Bud Fox Recordings) - Paris (Look Left Recordings) | |

## 2005
Manifestgalan 2005 arrangerades den 1 februari på Nalen. Uppträdande akter var Club Killers med gäster och David Sandström & Frida Hyvönen. Konferencier var Henrik Schyffert och Twiggy Pop.
Kategorierna Årets Jazz och Årets Musikmedia introducerades detta år. 
Jens Lekman var trippelt nominerad och plockade hem två av kategorierna. Andreas Tilliander, Silverbullit, Sophie Rimheden, Stina Nordenstam och Mattias Alkberg BD var dubbelt nominerade.

### Nominerade och vinnare
Vinnare är placerade högst upp och i fet stil.
| Årets Pop/Rock - Jens Lekman – When I said I wanted to be your dog (Service / Border) - David Sandström – The Dominant need of the needy soul is to be needed (Mofab/Border) - Mattias Alkberg BD – Tunaskolan (Planekonomi/Border) - Stina Nordenstam – The world is saved (V2 Music/ BAMD) - Silverbullit – Arclight (MVG/NEG/ BAMD)                                | Årets Hårdrock/Punk - Haunted – rEVOLVEr (Century Media/Border) - C.Aarmé – C.Aarmé (Burning Heart/ BAMD) - Dismember – Where iron crosses grow (Karmageddon/Sound Pollution) - Koma – Tsunami (Full Steam/Sound Pollution) - Totalt Jävla Mörker – Människans ringa värde (Distortion/Border)                                 |
| Årets Hiphop/RnB/Soul - Ison & Fille – Ison & Fille (Playground Music) - Helt Off – Helt Off (JUJU/Playground Music) - Promoe – Long distance runner (Burning Heart/BonnierAmigo Music) - Snook – Vi vet inte vart vi ska men vi ska komma dit (MNW/NEG/BonnierAmigo Music) - Rico Wondahman – Takin’ Over (Works Of Wonder Entertainment)                            | Årets Elektroniska/Postrock - Andreas Tilliander – World Industries (Pluxemburg/Playground) - Backlash – Heliotrope (Memento Materia/Border) - Sophie Rimheden – Miss (Svedjebruk/Dotshop.se) - Hans Appelqvist – Bremort (Komplott/Dotshop.se) - IC1 – The birth of industrial cool (23Hz/Playground)                         |
| Årets Dans/House/Techno - Andreas Tilliander – World Industries (Pluxemburg/Playground) - Quant – Getting Out (Eccochamber/Border) - Sophie Rimheden – Miss (Svedjebruk/Dotshop.se) - Hird – Moving On (DNM/Playground Music) - Ernesto’s – Album (Hollow Recordings/Goya Music/Border)                                                                               | Årets Folk - Ale Möller Band – Bodjal (Amigo/ BAMD) - Triakel – Sånger från 63° N (Triakel Records/Massproduktion/BAMD) - Gunnar Idenstam/Johan Hedin – Låtar (Caprice/CDA) - Hoven Droven – Turbo (Home/BAMD) - Tummel – Transit (Tummel/CDA)                                                                                 |
| Årets Singer/Songwriter - Nina Ramsby & Martin Hederos – Visorna (Amigo/BAMD) - Stina Nordenstam – The world is saved (V2 Music/ BAMD) - Florence Valentin – Johnny Drama (Mistlur /NEG/ BAMD) - Billie the Vision & the Dancers – I was so unpopular in school (Love will pay the bills/Hot Stuff) - Tobias Fröberg – For Elisabeth wherever she is (Silence/Border) | Årets Live - Silverbullit (MVG/NEG/BAMD) - Existensminimum (Flora&Fauna/Border) - Mattias Alkberg BD (Planekonomi/Border) - Svenska Akademien (Swingkids/Border) - Jens Lekman (Service/Border) |
| Årets Jazz - Peter Asplund Quartet – Lochiel’s warning (Prophone/Naxos) - Lars Danielsson – Liberia me act (BonnierAmigo/BAMD) - Goran Kajfes – Headspin (Amigo/BAMD) - Lina Nyberg – Saragasso (Moserobie Productions/BAMD) - Ulf Wakenius – Forever you (Stunt Records/Sundance)                                                                                    | Årets Nykomling - Jens Lekman – When I Said I Wanted to Be Your Dog (Service/Border) - Tiger Lou – Is my head still on? (Startracks/V2/BAMD) - Nanook Of The North – The Täby Tapes (Exergy/Starfly/BAMD) - Fatboy – Steelhearted (Look left Recordings/V2/BAMD) - Cirera – Honestly, I love you *cough* (Bonnier Amigo Music) |
| Årets Musikmedia - Rockfoto.nu | |

## 2006
Manifestgalan 2006 skedde den 9 februari på Nalen. Uppträdande akter var Sara & Jenny Wilson, The Sweptaways och Taxi Taxi!. Konferencier var Micke Wranell.
Kategorin Årets Osignade introducerades detta år. 
Frida Hyvönen var trippelt nominerad men utan vinst. Timbuktu och Jenny Wilson var dubbelt nominerade varav Timbuktu plockade hem en vinst.

### Nominerade och vinnare
Vinnare är placerade högst upp och i fet stil.
| Årets Hiphop/RnB/Soul - Jaqee – “Blaqalious” (Swingkids/Border) - Form One -”Meet Johnny Rhino” (DLX Entertainment/Border) - Hearin´Aid -“The Boom Lucy” (Jugglin´/Raw Fusion/BAM) - Looptroop – “Fort Europa” (David vs. Goliat/Burning Heart) - Timbuktu – ”Alla vill till himlen men ingen vill dö” (JuJu Records/Playground)                                                                                   | Årets Synt/Elektronika/Postpunk - Midaircondo – ”Shopping For Images” (Type Records/Dotshop.se) - Folie –”Eyepennies” (Mitek/MDM/Border) - Ola Bergman – “The satellite city” (New Speak/Baked Goods) - Tape – “Rideau” (Häpna/Border) - Thermostatic – “Joy-Toy” (Wonderland Records/Hotstuff)                     |
| Årets Pop/Rock - The Embassy – ”Tacking” (Service/Border) - Jenny Wilson –“Love and Youth” (Rabid Records/Border) - Blood Music – ”Sing a Song Fighter” (Make It Happen/Border) - El Perro del Mar- ”Look! It´s El Perro Del Mar!” (Hybris/Border) - Lucknow Pact – “Youth Is For The Old” (Hit In Yo’ Soul Records)                                                                                               | Årets Jazz - Bobo Stenson trio –“Goodbye” (ECM/BAM) - E.S.T.-“Viaticum” (Act Music/BAM) - Jeanette Lindström –“In The Middle Of This Riddle” (Amigo/BAM) - MUSICMUSICMUSIC –“What´s a good boss anyway?” (Hoob Records/Border) - Ulf Wakenius – “Notes From The Heart” (Act Music/BAM)                              |
| Årets Singer/Songwriter - Lars Bygdén – “Trading Happiness for Songs” (Massproduktion/BAM) - Frida Hyvönen –“ Until Death comes” (Licking Fingers/Playground) - Hello Saferide – “Introducing: Hello Saferide” (Razzia Songs/Family Tree Music AB/BAM) - Chrisitian Kjellvander – “Faya” (Startracks/V2/BAM) - Billie the Vision and the Dancers – “The world according to Pablo” (Love Will Pay The Bills/Border) | Årets Dans/House/Techno - DK7 –“Disarmed” (Ourput/Border) - Hundarna från Söder – “Troika” (Brilliant/Border) - Skugge & Stavöstrand –“Humla” (Onitor/Kompakt/Hausmusik/Border) - John Dahlbäck –“Man From the Fall” (Systhema) - Dibaba –“Songs For Good Lives” (Deeplay Soultec/CDA)                              |
| Årets Hårdrock/Punk - Grand Magus -”Wolf’s return” (Rise Above Records/Sound Pollution) - Randy –“Randy- the band” (Burning Heart) - Disco Volante –“Blood On The Walls” (DVC Records) - Witchcraft -”Firewood” (Rise Above Records/Plastic Head) - The Regulations -”s/t” (Ny Våg/Border) | Årets Folk - Sofia Karlsson – ”Svarta Ballader” (Amigo/BAM) - Harv – ”Polka Raggioso” (North Side/CDA) - Ellika och Solo – ”Abraka/Tack” (Xource Records/Network Entertainment Group/BAM) - Svenska Akademien – ”Resa sig opp” (Swingkids/Border) - Simone Moreno – ”Samba Makossa” (Soul Dog/Border)               |
| Årets Live - Timbuktu (JuJu Records/Playground) - David Sandström Overdrive (MOFAB TEG/Playground) - Frida Hyvönen (Licking Fingers/Playground) - Jenny Wilson (Rabid Records/Border) - Robyn (Konichiwa/BAM) | Årets Nykomling - The Tough Alliance –”New school” (Service/Border) - Timo Räisänen – “Lovers are Lonely” (Razzia/Family Tree Music/BAM) - Frida Hyvönen – “Until Death Comes” ” (Licking Fingers/Playground) - Montt Mardié – “Drama” (Hybris/Border) - Suburban Kids with Biblical Names – “#3” (Labrador/Border) |
| Årets Osignade - Intohimo - She - Anagoes - Insert Coin - Loney, Dear | Årets Musikmedia - Musikbyrån Live |

## 2007
Manifestgalan 2007 utspelades sig den 9 februari på Nalen. Uppträdande akter var Pascal, Britta Persson+Per Nordmark och The Je Nais Quoi. Konferencierer var Micke Wranell och Papa Dee.
The Knife, The Radio Dept., Loney dear och Britta Persson var dubbelt nominerade. The Knife vann i båda sina kategorier.

### Nominerade och vinnare
Vinnare är placerade högst upp och i fet stil.
| Årets Hiphop/RnB/Soul - Ison & Fille – Stolthet (Hemmalaget/V2/BAM) - Up Hygh! – Venus – The Album (Raw Fusion/Border) - Supersci – Pinetrees On The Pavement (Flyphonic/Lights Out/Border) - Lazee – It Is What It Is (Skrilla Music) - Promoe – The White Mans Burden (Burning Heart/BAM)                                                                                         | Årets Synt/Elektronika/Postpunk - Ebb – Loona (Gaymonkey Records/Border) - Covenant – Skyshaper (Subspace Communications/Playground Music) - FAP – Malekasino Dondolo (Stupid Dream Records/Musicspot) - System – Sample And Hold (Progress Productions/Border) - The Idealist – I Am The Fire (AA/Nosordo/dotshop.se) |
| Årets Pop/Rock - The Radio Dept. – Pet grief (Labrador/Border) - Nicolas Makelberge – Dying in Africa (*Rico/Border) - Fibes, Oh Fibes! – Emotional (Pluxemburg/Playground Music) - The Concretes – In Colour (Licking Fingers/Playground Music) - Ebba Forsberg – Ebba Forsberg (EBOTH Production/BAM)                                                                             | Årets Jazz - Lennart Åberg with Peter Erskine – Free Spirit (Amigo/BAM) - My Engström Renman – Abdominous (Footprint Records/CDA) - Jonas Kullhammar Quartet – Son of a Drummer (Moserobie/BAM) - Oddjob – Luma (Amigo/BAM) - Oskar Schönning – Happy Jazz, Please (Amigo/BAM)                                         |
| Årets Singer/Songwriter - Andreas Mattsson – The Lawlessness Of The Ruling Classes (Hybris/Playground Music) - Britta Persson – Top Quality Bones And A Little Terrorist (Amigo/BAM) - The Lancaster Orchestra – Never Cried Once When I Could Have (Rootsy.nu/Border) - Loney dear – Sologne (Dear John Recordings/Dotshop.se) - Nina Ramsby & Martin Hederos – Jazzen (Amigo/BAM) | Årets Dans/House/Techno - The Knife – Silent Shout (Rabid Records/Border) - Unai – A Love Moderne (Force Tracks/Intergroove) - Dibaba – samlad produktion 2006 (Plong!/Kompakt m.fl) - Pluxus – Solid State (Pluxemburg/Playground Music) - The Studio – West Coast (Information/Border)                               |
| Årets Hårdrock/Punk - Asta Kask – En För Alla Ingen För Nån (Burning Heart/BAM) - In Flames – Come Clarity (Nuclear Blast/Sound Pollution) - Fingerspitzengefühl – Happy Doomsday (Kooljunk Communications/CDA) - Wolverine – Still (Candlelight Records/Sound Pollution) - Memfis – The Wind-Up (Dental Records/TMC Nordic)                                                        | Årets Folk - Ranarim – Morgonstjärna (Drone/CDA) - Bosse Skoglund – Groovesopor (Rub-a-dub Records/Border) - Göran Månsson – Mon (Nordic Tunes/CDA) - Bebo Valdés – Bebo (Calle 54/BMG Dist) - Lena Willemark – Älvdalens elektriska (Amigo/BAM)                                                                       |
| Årets Live - The Knife - The Radio Dept. - Mapei - The Je Ne Sais Quoi - Slagsmålsklubben | Årets Nykomling - Lo-Fi-Fnk – Boylife (La Vida Locash/dotshop.se) - Vapnet – Jag Vet Hur Man Väntar (Hybris/Playground) - Britta Persson – Top Quality Bones And A Little Terrorist (Amigo/BAM) - The Kid – La Société Nouvelle (Hybris/Playground) - Loney dear – Sologne (Dear John Recordings/Dotshop.se)           |
| Årets Osignade - The Wonderful Guinea Pigs (Linköping) - Denver Mod (Jönköping) - The Open Up And Bleeds (Stockholm) - Trucker Cleavage (Stockholm) - Ikons (Göteborg) | Årets Musikmedia - P3:s Musikjournalen Live |

## 2008
Manifestgalan 2008 ägde rum den 8 februari på Nalen. Uppträdande artister var Adam Tensta feat. Addeboy vs. Cliff, Laakso, Jonna Lee, Montys Loco och Livelihood. Konferencier var Magnus Broni.
Kategorin Årets Experimentellt introducerades detta år.

### Nominerade och vinnare
Vinnare är placerade högst upp och i fet stil.
| Årets Rytm - Kapten Röd – Stjärnorna finns här (SwingKids/Border) - Million Stylez – From a far (Bonnier Music/Bonnier Amigo) - Governor Andy – Underhållningsmaskinen (KBC Music/Border) - Livelihood – Sagans Sånger (SwingKids/Border)                                                                                              | Årets Pop/Elektronika - The Honeydrips – Here Comes The Future (Sincerely Yours/Playground Music) - Jens Lekman – Night Falls Over Kortedala (Service/Border) - Erik de Vahl – Oh! My Spine - The Mary Onettes – The Mary Onettes (Labrador/Border)                                                                                |
| Årets Rock/Rockabilly/Blues/Garage - High Hats – Too Much Is Never Enough (Alleycat/Sound Pollution) - Murder by Guitar – On Parade (Human audio recordings/Sounds of Subterrania) - Maharajas – In Pure Spite (Low Impact Recordings/Sound Pollution) - Alex Face – Smell Like A Woman (Alleycat/Sound Pollution)                     | Årets Hårdrock - Dark Tranquillity – Fiction (Century Media/EMI) - Arch Enemy – Rise of the tyrant (Century Media/EMI) - Hardcore Superstar – Dreamin’ in a casket (Gain/Sony bmg) - Watain – Sworn to the dark (Season Of Mist/Sound Pollution)                                                                                   |
| Årets Hiphop/RnB/Soul - Timbuktu – Oberoendeframkallande (JuJu Records/Playground Music) - Adam Tensta – It’s A Tensta Thing (K-Werks/RMH ent./Border) - Ken – Äntligen hemma (Pope/Playground Music) - Basutbudet – Startpaketet/Pluspaketet (Devrim/V2/Bonnier Amigo)                                                                | Årets Experimentellt - Rolf Enström – Quarks (Caprice Records/CDA) - Jean-Louis Huhta – Halfway Between the World and Death (Slottet Records/Dotshop.se) - Mårten Falk – Eclectric Guitar Experience (dB Productions/CDA) - Tape & Minamo – Birds of a Feather (Headz/Dotshop.se)                                                  |
| Årets Dans - The Field – From here we go sublime (Kompakt) - Mikael Stavöstrand – Samlad produktion 2007 - Minilogue – Orglar (Minilogue Rec) - Hug – Heroes (Kompakt) | Årets Folk - Sofia Karlsson – Visor från vinden (Amigo/Bonnier Amigo) - Ale Möller Band – Djef Djel (Amigo/Bonnier Amigo) - Div Artister – Poem, ballader och lite blues – Återbesöket (Amigo/Bonnier Amigo) - Lisa Rydberg och Gunnar Idenstam – Bach på svenska (Gazell Records AB/Bonnier Amigo)                                |
| Årets Jazz - Ludvig Berghe Trio – An unplayed venue (Moserobie Music Production/Bonnier Amigo) - e.s.t. (Esbjörn Svensson Trio) – e.s.t Live in Hamburg (ACT/Bonnier Amigo) - Adåker, Milder, Stenson, Danielsson, Öström – Miles by Five (Touché Music AB/CDA) - Lennart Åberg & Norrbotten Big Band – Up north (Caprice Records/CDA) | Årets Synt - Terror Punk Syndicate – Extended Playtime (Progress Productions/Border) - Emmon – The art and the evil (Wonderland records) - Endless Shame – Price of Devotion (KTOWN Records/Misty Music) - Mr Jones Machine – Återvändsgränd (Progress Productions/Border)                                                         |
| Årets Punk/Hardcore - Wolfbrigade – Prey to the world (Agipunk/Unrest/MCR/Sound Pollution) - The Accidents – Summer dreams (Burning Heart/Epitaph/Bonnier Amigo) - Auktion – Spader ess (Cage Match Federation/Border) - The Mockingbirds – Always late and not even close (HepTown Records/Sound Pollution)                           | Årets Singer/Songwriter - Christian Kjellvander – I Saw Her From Here/I Saw Here From Her (Startracks/V2/Bonnier Amigo) - Kristofer Åström – Rainaway Town (Startracks/V2/Bonnier Amigo) - José González – In Our Nature (Imperial/Playground Music) - Mattias Bärjed – Originalmusiken till Upp till kamp! (Razzia/Bonnier Amigo) |
| Årets Live - Säkert! - Familjen - Maia Hirasawa - Laakso | Årets Osignade - Emily McWilliam’s Desert Soul (Stockholm) - Cocoanut Groove (Umeå) - Cartwall (Piteå) - Knivderby (Jönköping) |

## 2009
Manifestgalan 2009 arrangerades den 6 februari på Nalen. Uppträdande artister var Division of Laura Lee, Fatboy, Hajen, Anna Maria Espinosa, Movitz!, Kraa och Rebellrobert. Konferencier var Hanna Fahl.
Kategorin Årets label introducerades detta år.
The Hellacopters var dubbelt nominerade.

### Nominerade och vinnare
Vinnare är placerade högst upp och i fet stil.
| Årets Label - Service - Labrador - Regain - Subliminal Sounds | Årets Jazz - Bobo Stenson Trio - Cantando (ECM/Naxos) - Nina Ramsby & Ludwig Berghe Trio - Du har blivit stor nu[En kamp! (Moserobie/BAM) - e.s.t. - Leucocyte (ACT/Bonnier Amigo) - The Splendor - Sound of Splendor (HOOB/Border)                                                    |
| Årets Punk/Hardcore - Disco Volante - We are forever (Not enough) - Disfear - Live the storm (Relapse/Border) - Nitad - Ibland kan man inte hindra sig själv (Kranium) - Meanwhile - Reality or nothing (Feral Ward)                                                                        | Årets Hårdrock/Metal - Grand Magus - Iron Will (Rise above/Border) - Burst - Lazarus Bird (Relapse/Border) - Dismember - Dismember (Regain/Sound Pollution) - Opeth - Watershed (Roadrunner/Bonnier Amigo)                                                                             |
| Årets Rytm - Movits - Äppelknyckarjazz (BD Pop/Universal) - Erici - Brasilicum (Erici Music/Dead Frog) - Saft Stockholm - Ordet (Saft Productions/Stockholm Electronica) - Kungers - Galaxen (Rätta Visan/Border)                                                                           | Årets Experimentellt - Anders Dahl - Doorbells (Bombaxbombax) - Nina de Heyney, Charlotte Hug & Christian Jormin - Acoustic Electronic (LJ Records) - Pär Thörn - Schöneberg/Stammheim/Gärdet/Rågsved (Treffpunkt) - Anders Hultqvist - Traces (Chamber Sound)                         |
| Årets Hiphop - Chords – Things We Do For Things (Juju/Playground) - Afasi & Filthy – Fläcken (P.o.p.e./Playground) - Masse – Gott & Blandat Vol. 2 (Redline) - Allyawan – Blu Duk Tales Mixtape Vol. 2 (Mas Loco Entertainment)                                                             | Årets Live - Robyn (Konichiwa Records) - Detektivbyrån (Danarkia) - The Hellacopters (Psychout Records) - Lykke Li (LL Recordings) |
| Årets Synt - Elegant Machinery - A soft exchange (Out of Line/Sound Pollution) - Thermostatic - Humanizer (Wonderland Records) - Zeigeist - The Jade Motel (Spegel/Imperial Recordings/Playground) - Moonlight Cove - Orphans of the Storm (Kinetophone/Hot Stuff)                          | Årets Singer/Songwriter - First Aid Kit - Drunken Trees (Rabid Records/Border) - Melpo Mene - Bring the Lions Out (Imperial Recordings/Playground) - Hyacinth House - Black Crows Country (True Music Production/Glitterhouse) - Olle Nyman - Venture (A West Side Fabrication/Border) |
| Årets Folk - Gunnel Mauritzson Band - Det som sker…(Sandkvie Records/CDA) - Maria Hörnelius, Bernt Andersson & Kjell Jansson - En sång för Kent (Eld Records/Border) - Jonas Knutsson & Johan Norberg - Skaren: Norrland III (Act/BAM) - Bjernulf/Björklund/Lindh - Pål Olles väg (Courage) | Årets Pop - Frida Hyvönen - Silence Is Wild (Licking Fingers/Playground) - Hello Saferide - More modern short stories from… (Razzia/Bonnier Amigo) - Joel Alme - A Master Of Ceremonies (Sincerely Yours/Border) - Nordpolen - På Nordpolen (Sincerely Yours/Border)                   |
| Årets Rock - Pascal - Galgberget (Novoton/Bonnier Amigo) - The Hellacopters - Head Off (Wild Kingdom/Sound Pollution) - Fatboy - In My Bones (Fat State Production/Playground) - Manikins - Crocodiles (P.Trash Records)                                                                    | Årets Dans - Style of Eye - Duck cover and hold (Pieces of eight records) - Pär Grindvik - Samlad årsproduktion (Stockholm LTD) - Anders Ilar - Sworn (Level Records 11) - Zoo Brazil - No Place Like Home (Gung Ho! Recordings)                                                       |
| Årets Osignade - Tim Schmidt, Linköping - Montauk, Stockholm - Hero in action, Göteborg - Miranda Gjerstad, Malmö - Sci-Fi & Hands, Stockholm - John F Karlsson, Stockholm - Dyno, Stockholm - Nottee, Stockholm - The Bellevues, Stockholm - Diskoteket, Uppsala                           | |

## 2010
2010 års priser delades ut den 29 januari på Nalen. Uppträdande akter var Jonathan Johansson och Mary The First.
Kategorierna Årets Dansband, Årets Textförfattare och Årets Kompositör introducerades detta år, även om Årets Textförfattare fanns som kategori även första året.
Frida Hyvönen och Florence Valentin var dubbelt nominerade. 

### Nominerade och vinnare
Vinnare är placerade högst upp och i fet stil.
| Årets Punk/Hardcore - Troublemakers – Made in Sweden(Svindel) - En Svensk Tiger -Versace style (Buzzbox records) - Tysta Mari – Sveriges Casino (11743) - The Clichés – Monkey see, monkey do (Randale)                      | Årets Dans - Samuel L Session – The man with the case (Be As One Imprint) - Minilogue – Samlad årsproduktion - The Field – Yesterday and Today (Kompakt) - Tomas Andersson – Stiff Disco (Funk Noir)                                                      |
| Årets Jazz - The Opposite – Intertwined (Kopasetic) - Bengt Berger – Beches Brew (Country & Eastern) - Jonas Kullhammar Quartet – The Half Naked Truth 1998-2008(Moserobie) - Plunge With Bobo Stenson – Origo (Kopasetic)   | Årets Dansband - Blender – Välkommen in (Blender Records) - Peter Grundström och Agneta Olsson – På väg tillsammans (ARS Records) - Sannex – Live på stan (Boomfactory) - Zlips – Live (Biwa)                                                             |
| Årets Rytm - Jaqee – Kokoo Girl (Rootdown Records) - Calle Real – Me Lo Gané (Timba Records) - Music is the weapon – Music is the weapon (Music is the weapon) - Syster Sol – Dömd att bli bedömd (Swing Kids)               | Årets Rock - Makeouts – In A Strange Land (Bachelor Records) - Florence Valentin – Spring Ricco (Startracks) - Murder by guitar – Murder by guitar (Jeet Kune Records) - Skriet – Skriet (Novoton)                                                        |
| Årets Pop - El Perro del Mar – Love Is Not Pop (Licking Fingers) - Anna Järvinen – Man var bland molnen (Häpna) - JJ – JJ n° 2 (Sincerely Yours) - Jonathan Johansson – En hand i himlen (Hybris)                            | Årets Hårdrock/Metal - Abandon – The Dead End (Blackstarfoundation) - Candlemass – Death Magic Doom (Nuclear Blast) - Katatonia – Night Is The New Day (Peaceville) - Tribulation – The Horror (Pulverised)                                               |
| Årets Synt - Arvid – Andetag (Wonderland Records) - Dupont – Entering The Ice Age (Progress Productions) - Emmon – Closet Wanderings (Wonderland Records) - Rupesh Cartel – Anchor Baby (Megahype)                           | Årets Singer/Songwriter - Kristofer Åström And The Rainaways – Sinkadus (Startracks) - Ane Brun – Live at Stockholm Concert Hall (Balloon Rangers Recordings) - David Åhlen – We Sprout In Thy Soil (Compunctio) - Jonna Lee – This Is Jonna Lee (Razzia) |
| Årets Folk - Tore Berger – I huset långt på landet (Brus & Knaster) - Taken by Trees – East of Eden (Rough Trade) - Miriam Aida – Letras au Brasil (Connective Records) - Esbjörn Hazelius – Blunda och du ska få se (Amigo) | Årets Hiphop - Mohammed Ali – Processen (Bad Taste Records) - Organismen – Om Gud vill och vädret tillåter (Organismen) - Promoe – Kråksången (Pope Records) - Stor – Nya skolans ledare (Redline Records)                                                |
| Årets Live - Fever Ray (Rabid Records) - Frida Hyvönen (Licking Fingers) - Jenny Wilson (Gold Medal Recordings) - Florence Valentin (Startracks)                                                                             | Årets Osignat - Fulmakten - Den Svenska Björnstammen - Extended Heads - Nora |
| Årets Kompositör - Lisa Nordström och Lisen Rylander Löve från Midaircondo. | Årets Textförfattare - Ken Ring |
| Årets Poplabel - Information | |

## 2011
Manifestgalan 2011 skedde den 4 februari på Nalen. Uppträdande artister var A New Way To Flavour, Movitz!, PH3, The Deer Tracks och The Baboon Show. Konferencier var Micke Wranell.
The Tallest Man on Earth och Anna von Hausswolff var dubbelt nominerade varav de vann i varsin kategori.

### Nominerade och vinnare
Vinnare är placerade högst upp och i fet stil.
| Årets Pop - Anna von Hausswolff – Singing from the Grave (Kning Disk/Playground) - Jj – No 3 (Sincerely Yours) - ceo – White Magic (Sincerely Yours) - Nicolas Makelberge – The Unforgettable Planet (Emotion) | Årets Dans - Cloud – Hökarängen Space Program (Hökarängen Space Program) - Dmitry Fyodorov – Shapeless (Adrian Recordings) - Jarl & Fotmeijer – Lifesigns (Innertrax) - Skudge – Samlad produktion (Skudge Records)                                                                           |
| Årets Synt - Code 64 – Trialogue (Progress Productions) - Cryo – Hidden Aggression (Progress Productions) - Page – Nu (BAM / Cosmos Music Group) - Social Ambitions – Almost gone (Electric Fantastic Sound) | Årets Hårdrock - Ghost – Opus Eponymous (Rise Above) - Watain – Lawless Darkness (Season of Mist) - Khoma – A final storm (Selective notes) - Dark Tranquility – We are the void (Century Media)                                                                                              |
| Årets Dansband - Shake – Request vol 1. (LS Tonart) - Martinez – Ingenting är bättre (Neptun) - Stensons – I den grönaste skog (Emmy Music) - Wizex – Innan det är försent (Neptun) | Årets Rytm - Million Stylez – Everyday (Adonai Music) - Haci Tekbilek – Türlü (Country & Eastern) - Helt Off – Marknadens Soldat (Pope Records) - Serengeti – Standing Steady (Illegyal Records)                                                                                              |
| Årets Jazz - Lekverk – Everyday (Parallell) - Elin Larsson Group – Live and Alive (Playing With Music) - NEO (Nästesjö Extreme Orchestra) – NEO (Johannes Nästesjö – LIV Produktion) - The Country – The Country (Found You Recordings) | Årets Punk/Hardcore - Antipati – Frågor som rör det allmänna (Kjell Hell Records) - Hårda tider – Gatan Kallar (Hårda Skivor) - Oldfashioned Ideas – We’re in this shit together (Old Fashioned Ideas) - The Baboon Show – Punk Rock harbour (National)                                       |
| Årets Hiphop - Zacke – Visst är det vackert (BD Pop) - Academics – Tare Lugnt 4 (Random Bastards) - Carlito – Guldburen (Redline Records) - PH3 – PH3 löser ett fall (Pope Records) | Årets Rock - The Bear Quartet – Monty Python (Adrian Recordings) - Bad Hands – Take The Money And Run (NONS Records/3NO Music AB) - Dundertåget – Dom feta åren är förbi (Razzia) - Pascal – Orkanen närmar sig (Novoton/3NO Music AB)                                                        |
| Årets Folk - OK Star Orchestra – Sound Classique (Dreamboat Music) - Anders Svensson, Magnus Gustafsson, Susanne Gustafsson, Anders Löfberg, Jörgen Svensson – Bålgetingen, Låtar efter August Strömberg (Giga Folkmusik) - Mats Edén, Daniel Sandén-Warg, Leif Stinnerbom, Magnus Stinnerbom – Anno 2010 (Giga Folkmusik) - Ola Magnell – Rolös (National) | Årets Experimentellt - New Tango Orquesta – Vesper (HOOB Records) - Ombudsman – And His Father Was A Great Machine (Substream/Mareld) - Erik Enocksson – Man tänker sitt (Kning Disk) - Leif Jordansson – The Comet / The Doll Maker (Brus & Knaster)                                         |
| Årets Live - Robyn - Anna von Hausswolff - The Tallest Man on Earth - Masshysteri | Årets Singer/Songwriter - The Tallest Man on Earth – Wild Hunt (Gravitation) - I’m Kingfisher – Arctic (Playground) - Daniel Norgren – Horrifying Death Eating Blood Spider (Superpuma Records) - The Tarantula Waltz – Did Not Leave To Find But To Forget, To Leave Behind (Brus & Knaster) |
| Årets Osignade - Katakomb - Alice B - Ascend - Broken Boys | Årets Textförfattare - Johan T Karlsson |
| Årets Kompositör - Britta Persson | |

## 2012
Manifestgalan 2012 markerade 10-årsjubileum av galan och hölls den 3 februari på Nalen. På jubileet uppträdde därför fler artister vilka var Amanda Mair, Kristofer Åström, Her Bright Skies, Sarah Riedel, Mattias Alkberg, Henric de la Cour, Mofeta & Jerre och Asha Ali, Ane Brun & Masquer. Konferencierer var Cecilia Nordlund och Micke Wranell.
Kategorin Årets Indie introducerades detta år. 
Mattias Alkberg var dubbelt nominerad.

### Nominerade och vinnare
Vinnare är placerade högst upp och i fet stil.
| Årets Folk - Siri Karlsson – Gran Fuego (Flora & Fauna) - Marin/Marin – Småfolket (Dimma Sweden) - Merit Hemmingson – EQ (Amigo/Cosmos) - Navarra – Nya fönster (Kakafon Records)                                                      | Årets Dans - Jonsson/Alter – Samlad årsproduktion (Kontra-Musik) - Skudge – Samlad årsproduktion (Skudge Records) - The Field – Looping State of mind (Kompakt) - Pallers – The Sea Of Memories (Labrador)                                |
| Årets Punk - Obnoxious Youth – The Eternal Void (Adult Crash) - Sju Svåra År – Storma varje hjärta (Not enough) - Vånna Inget – Allvar (Heptown Records) - Black Feet – Black Feet (Dirty Faces)                                       | Årets Hiphop - Mofeta & Jerre – Briljanter & Smaragder (Pumpa Records) - Ison & Fille – För evigt (Hemmalaget) - Mohammed Ali – Vi (Bad Taste Records) - Roffe Ruff – Barrabas (Olofsson Management/Swingkids)                            |
| Årets Experimentellt - Hanna Hartman – H ^ 2 (Komplott) - Hans Appelqvist – Sjunga slutet nu (Häpna) - Ophir – Opus Operatum (Komplott) - Midaircondo feat. Michala Østergaard-Nielsen – Reports on the Horizon (Twin Seed Recordings) | Årets Hårdrock - Opeth – Heritage (Roadrunner) - In Solitude – The World. The Flesh. The Devil (Metal Blade) - Terra Tenebrosa – The Tunnels (Trust No One Recordings) - The Haunted – Unseen (Century Media Records)                     |
| Årets Rytm - Simone Moreno – Planetas (Soul Dog Records) - Syster Sol – Kichinga! (Swing kids) - Kapten Röd – Fläcken Som Aldrig Går Bort (SwingKids) - OK Star Orchestra – The Beat and the Melody (Rootsy.nu)                        | Årets Pop - Azure Blue – Rule of thirds (Hybris) - Jonathan Johansson – Klagomuren (Hybris) - Korallreven – An album by Korallreven (Hybris) - Lonely Dear – Hall Music (Dear John)                                                       |
| Årets Dansband - Barbados – Efterlyst (Weeki Records) - Blender – Ingen utan mig (Blender) - Sannex – Får jag lov?( Sann Records) - Thor-Görans – Tillbaka igen (ARS Records)                                                          | Årets Rock - Pascal/Mattias Alkberg – Allt det här (Novoton) - Kajsa Grytt – En kvinna under påverkan (Playground Music) - Bob hund – Det överexponerade gömstället (bob hunds förlag) - Tramp – Indigo (Killer Cobra Records)            |
| Årets Synt - Necro Facility – Wintermute (Progress Productions) - Henric de la Cour – Henric de la Cour (Progress Productions) - Mr Jones Machine – Monokrom (Progress Productions) - Covenant – Modern Ruin (Progress Productions)    | Årets Jazz - Jonas Holgersson – Snick Snack (Moserobie) - Parti & Minut – Från klart till halvklart (El Dingo Records) - Priming Orchestra – Deep Blue (GAC) - The Splendor – Delphian Palace (HOOB Records)                              |
| Årets Osignat - Death By Armborst - Storskogen - Schizo and the Personalities - Farsta | Årets Singer/Songwriter - Ane Brun – It All Start With One (Balloon Ranger Recordings) - Brothers of End – Mount Inside (Konjaga) - Promise & the Monster – Red Tide (Imperial Recordings) - Lars Bygdén – Songs I Wrote (Massproduktion) |
| Årets Live - This Is Head (Adrian Recordings) - Kriget (Kriget) - Graveyard (Nuclear Blast) - Mattias Alkberg (Teg Publishing) | Årets Textförfattare - Philip Ekström – Det vackra livet (Labrador) |
| Årets Kompositör - Maria Lindén – I Break Horses (Bella Union) | Årets Indie - Popkollo |

## 2013
2013 års festival utspelade sig 8 februari på Nalen. Uppträdande akter var Mariam the Believer, Blood Music och Chords. Konferencier var Kakan Hermansson och Julia Frej. Kategorierna Årets Visa och Årets Musikvideo introducerades detta år. Årets Musikvideo delades ut under Göteborgs filmfestival den 2 februari.
First Aid Kit var dubbelt nominerade men vann ingen av sina kategorier.

### Nominerade och vinnare
Vinnare är placerade högst upp och i fet stil.
| Årets Pop - Niki & The Dove – Instinct (Record Company TEN) - Dimbodius – Sisyphus Surrender (Evenco) - Icona Pop – Icona Pop (Record Company TEN) - El Perro del Mar – Pale Fire (Ingrid) | Årets Dansband - Sannex – Tillbaka till framtiden (Atenzia Records) - Callinaz – Så kom jag till Provence (Atenzia Records) - Casanovas – Livet börjar nu (Atenzia Records) - Pure Divine – En man just för mig (Atenzia Records)                                                               |
| Årets Rock - Holograms – Holograms (Captured Tracks) - Den Stora Vilan – Förvandling (Gaphals) - Joakim Åhlund och Jockum Nordström – Paddan och hunden (Kning Disk) - Riddarna – Bakom Molnen (Novoton) | Årets Synt - Agent Side Grinder – Hardware (Headstomp/Klangarkivet) - Spark! – Hela Din Värld (Progress Productions) - Cryo – Beyond (Progress Productions) - Moonlight Cove – Hearts of the World (Kinetophone)                                                                                |
| Årets Folk - Ale Möller Band – Argai (Playground Music) - Karima Nayt – Quoi d'Autre? (Ajabu) - Silfver – Silfver (Dimma Sweden) - Emilia Amper – Trollfågeln (BIS) | Årets Visa - Toni Holgersson – Sentimentalsjukhuset (Amigo/Cosmos Music Group) - Anna Wirsén – Vardagsballerina (Soundcarrier) - Ola Sandström – Eldklotter – Ola Sandström sjunger Tomas Tranströmer (Kakafon Records) - Sofie Livebrant – Emily and I (Playground Music)                      |
| Årets Dans - Jean-Louis Huhta – Samlad årsproduktion inkl. Brommage Dub och Dungeon Acid (iDEAL Recordings) - Cari Lekebusch – You are a hybrid too (H-Productions) - Dimitrios K – Dimitrios K (iDEAL Recordings) - Abdulla Rashim – Samlad årsproduktion (Abdulla Rashim Records mfl lablar)                                                                                       | Årets Punk - Beyond Pink – Pride and Prejudice (Emancypunx) - RAS – s/t (Skrammel/Push my buttons) - Terrible Feelings – Shadows (Double Sun) - Moralens Väktare – Moralens väktare (Dead Beat Records)                                                                                         |
| Årets Hiphop - Chords – Looped State of Mind (Tasters Choice Music) - Professor P & DJ Akilles – The Realism (Pro and Ak) - KC – Get Together (Lotech Cosmos) - Lorentz & Sakarias – Himlen är som mörkast när stjärnorna lyser starkast (Baseline) | Årets Experimentellt - Syntjuntan – Syntjuntan (Schhh records) - The Kingdom Of Evol feat. Freddie Wadling – Dark Passages /Nocturnal Incidents (Progress Productions) - Ebbot Lundberg – There ́s Only One of Us Here (Kning Disk) - New Tide Orquesta – How to climb a mountain (Hoob records) |
| Årets Hårdrock - Witchcraft – Legend (Nuclear Blast) - Switchblade – Switchblade (Trust No One Recordings) - Troubled Horse – Step Inside (Rise Above) - Horisont – Second Assault (Rise Above) | Årets Rytm - Music Is the Weapon – Moving Foundation and Outer Space (MITW Records) - Tarabband – Ya Sidi (Kap Syd) - Sexteto Tangotica – Sexteto Tangotica (Imogena) - Nazaranes – Meditation (I grade records)                                                                                |
| Årets Jazz - Bobo Stenson Trio – Indicum (ECM) - Samuel Hällkvist – Variety of Loud (BoogiePost Recordings) - Klabbes bank – Protect the Forest (HOOB Records) - Anders Jormin – Ad Lucem (ECM) | Årets Nykomling - Killerball - Vaken - Hannover Bob - The Blue ruin |
| Årets Live - Refused (Epitaph/Playground) - First Aid Kit (Wichita/PIAS) - Goat (Stranded) - Anna von Hausswolff (Kning Disk) | Årets Singer/Songwriter - The Tallest Man on Earth – There's no leaving now (Gravitation) - First Aid Kit – Lions Roar (Wichita/PIAS) - Old Kerry McKee – Wooden Songs (The Greatest Records) - Loosegoats – Ideas for travel down death's merry road (Startracks)                              |
| Årets Musikvideo - Lucas Nord feat. Urban Cone – Let Us Stay Young (Hybris) Regi: Mats Udd - Timo Räisänen – Second Cut (Razzia) Regi: Johan Westerlind - Little Dragon – Crystalfilm (Peacefrog) Regi: Daniel Wirtberg - Den Stora Vilan – För långt ut (Gaphals) Regi: Joan Manuel Urquiaga Valdes - Little Marbles – Du är på repeat (National) Regi: Lina Steén/ Victor Bisgaard | Årets Textförfattare - Carolina Wallin-Perez – Där vi en gång var (Razzia) |
| Årets Kompositör - Per Störby – New Tide Orquesta, How To Climb A Mountain (Hoob) | Årets Indie - Teg Publishing |

## 2014
Manifestgalan 2014 ägde rum 7 februari på Nalen. Emma Knyckare var konferencier. Uppträdande artister var Knivderby med Kajsa Grytt och Silvana Imam med Adam Tensta, Julia Spada och jj. Kategorin Årets Klubb introducerades detta år. 
Tiger Bell, Henric de la Cour och MF/MB var dubbelt nominerade och MF/MB vann i båda sina kategorier.

### Nominerade och vinnare
Vinnare är placerade högst upp och i fet stil.
| Årets Punk - Gatans Lag – Från Fest Till Arrest (PST Records/Kjell Hell) - Allvaret – Tänk på döden (Erste Theke Tonträger) - Tiger Bell – Don’t Wanna Hear About Your Band (WIFE) - Hårda Tider – Scandinavian Hardcore Insanity (La Familia/Instigate) | Årets Hårdrock - In Solitude – Sister (Metal Blade Records) - Bombus – The Poet and the Parrot (Century Media Records) - Agrimonia – Rites of Separation (Southern Lord Recordings) - Soilwork –The Living Infinite (Nuclear Blast)            |
| Årets Dans - Andreas Tilliander – samlade årsproduktion inkl. TM404 (Kontra-Musik/Börft Records) - Jonsson & Alter – 2 (Kontra-Musik) - Axel Boman – Family Vacation (Studio Barnhus) - Henrik Jonsson – samlade årsproduktion inkl Jonsson & Alter och Porn Sword Tobacco (Kontra-Musik/Anaria Recordings)                                                                                               | Årets Synt - Covenant – Leaving Babylon (Dependant) - Page – Hemma (Wonderland Records) - Henric de la Cour – Mandrills (Progress Productions) - Norma – The Invisible Mother (Novoton)                                                        |
| Årets Dansband - Casanovas – Sommar i Sverige (Atenzia Records) - Perikles – Vicken fest (Atenzia Records) - Per-Håkans – Full fart framåt (Sann records) - Martinez – Fram och tillbaka (Atenzia Records) | Årets Pop - Lust for Youth – Perfect View (Sacred Bones) - Club 8 – Above the city (Labrador) - Makthaverskan – Makthaverskan II (Luxury) - Nordpolen – Vi är många som är vakna i natt (Sincerely Yours)                                      |
| Årets Visa - Dan Viktor & Vägen Hem – Dan Viktor & Vägen Hem (Commentante Recording Group) - Christina Kjellsson – Ökensand (Troglodyt Produktion) - Emil Jensen – I det nya landet (Adrian Recordings) - Lars Fernebring – Ödets nyckfullhet – Bob Dylan på svenska (Rootsy) | Årets Hiphop - Abidaz – In & ut (Soblue Music) - Vic Vem – Villkorslös (Vic Vem/Swing Kids) - Zacke – Renhjärtat (Academy of Fine Arts) - Trappmusik – Lever livet (Spinnup)                                                                   |
| Årets Rock - MF/MB/ – Colossus (Adrian Recordings) - Kajsa Grytt – Jag ler, jag dör (Playground Music) - Makeouts – Back to sleep (Bachelor) - Mattias Alkberg – Mattias Alkbergs Begravning (Teg Publishing) | Årets Jazz - Magnus Öström – Searching for Jupiter (ACT) - Elin Larsson Group – Growing Up (Playing With Music) - Goran Kajfes Subtropic Arkestra – The Reason Why Vol. 1 (Headspin Recordings) - Tonbruket – Nubium Swimtrip (ACT)            |
| Årets Singer/songwriter - Mattias Hellberg – Gurimolla! (Moozy Music) - Flamman – Red Cloud (GreenRoom Records) - Christian Kjellvander – The Pitcher (Tapete) - Ellen Sundberg – Black Raven (Rootsy) | Årets Live - MF/MB/ (Adrian Recordings) - The Tallest Man on Earth (Gravitation) - Nicole Sabouné (Roxy Recordings) - Mariam the Believer (Repeat until death/Playground Music)                                                                |
| Årets Musikvideo - Vanligt folk – Idioter av församlingen, Regi: Lovisa Sallén/Vanligt folk (Progress Productions) - Tiger Bell – Don’t wanna hear about your band, Regi: Emil Carlsson (WIFE) - Lars Bygdén – The Hole, regi: Emil Gustafsson Ryderup (Massproduktion) - Henric de la Cour – Shark, regi: Per Norman (Progress Productions) - Skriet – Det kommer en våg, Regi: Isak Sundström (Novoton) | Årets Klubb - Heaven Up Here – Stockholm - Kafé de luxe – Växjö - Bangers ’N’ Mash – Stockholm - Örebro Kårhus – Örebro |
| Årets Nykomling - Roshambo (Karlskoga) - Sidewalk Preacher (Sthlm) - Blackhawk (Sthlm) - Bruce (Malmö) | Årets Rytm - KWAAI – Worldwide (Pumpa Records) - O-hund & Ante – Kryddan i mitt liv (Djungel studio) - Serengeti – Rebellious Hearts (SwingKids) - Partiet – Kulturpolitik (Nataraj)                                                           |
| Årets Experimentellt - Andreas Eklöf/Mats Persson – Klavikord (Compunctio) - Ombudsman – Sentiment (Meerkat Recordings) - Hellström and Bowers – Sine Cera (Schhh Records) - As Good As It Gets – Kept in the Dark (Schhh Records) | Årets Folk - Ulrika Bodén Band – Kärlekssånger (Mahogny Records/Westpark Music) - Sofia Jannok – ÁHPI wide as oceans (Songs to Arvas) - Ahlberg, Ek & Roswall – Näktergalen (Dimma Sweden) - Rydvall Mjelva – Isbrytaren (Grappa Musikkforlag) |
| Årets Kompositör - Cult of Luna: Erik Olofsson, Andreas Johansson, Anders Teglund, Magnus Lindberg, Fredrik Kihlberg, Johannes Persson, Thomas Hedlund | Årets Textförfattare - Skator, alias, Lina Anna Högström |
| Årets Indie - Fritz’s Corners mentorskapsprogram Makten Över Musiken. | |

## 2015
2015 års priser delades ut den 6 februari på Nalen. Adam Tensta, Västerbron och Zhala uppträdde. Kategorin Årets Barnmusik introducerades detta år. Konferencier var Cleo.
Alice Boman, Jennie Abrahamson och Parham var dubbelt nominerade och plockade hem varsin vinst.

### Nominerade och vinnare
Vinnare är placerade högst upp och i fet stil.
| Årets Kompositör - Alice Boman – EP II / Skisser (Adrian Recordings) - Jukka Rintamäki – The Lost Fast One (Kning Disk) - Jennie Abrahamson – Gemini Gemini (How Sweet The Sound) - Henrik Palm (med bandet Pig Eyes) – Pig Eyes (Fetish)                                | Årets Textförfattare - Anna Ahnlund – ”Omnejd” (Havtorn Records) - Pelle Lindroth (Parken) – ”Tidigt en Maj” (Flora & Fauna) - Matti Ollikainen (Franska Trion) – ”Vad gudarna givit oss” (Franska Trion) - Jacob Johansson (Det Stora Monstret) – ”Det stora monstret” (Suncave Recordings) |
| Årets Punk - Gamla Pengar – Här kommer kriget (Beat Butchers) - Sex Dwarf – Non-stop erotic noise cabaret (D-takt & Råpunk/Konton Crasher) - Oldfashioned Ideas – Don’t Believe A Word They Say (Contra Records) - Svart Städhjälp – Svart Städhjälp (Halvfigur Records) | Årets Barn - Nina Persson och Martin Östergren – Musiken från filmen…Tänk om…(L edition Film entertainment) - Marcus Svensson – Amerikaresan – En bluesberättelse (Kakafon Records) - Per Hägglund – Kusin Vaken låtar (Alfie/Cosmos) - Markatta – Ratatouille (Footprint Records) |
| Årets Hårdrock - At the Gates – At war with reality (Century Media Records) - Crucified Barbara – In The Red (Despotz Records) - Morbus Chron – Sweven (Century Media Records) - The Oath – The Oath (Rise Above Records)                                                | Årets Dans - Shxcxchcxsh – Linear S Decoded (Avian) - Abdulla Rashim – Unanimity (Northern Electronics) - Motormännen – Informationstechno (Zeon Light) - Rivet – Bear Bile & Surun Aika (Kontra-Musik, S.E.L.F) |
| Årets Synt - Wulfband – Wulfband (Progress Productions) - Daily Planet – 2 (Progress Productions) - Cryo – Retropia (Progress Productions) - Emmon – Aon (Wonderland Records)                                                                                            | Årets Dansband - Casanovas – Hon ska bli min (Atenzia Records) - Sannex – Jag vill leva (Atenzia Records) - Jannez – Blixt från klarblå himmel (Atenzia Records) - Highlights – När vi är tillsammans (Atenzia Records) |
| Årets Pop - Bam Spacey – 1998 (Luxury) - Jonas Schwartz – Xpedition (Adore Music) - I Break Horses – Chiaroscuro (Bella Union) - Naomi Pilgrim – samlad årsproduktion (Cosmos)                                                                                           | Årets Visa - Stefan Sundström – Nu var det 2014 (Rödtjut förlag) - Elin-Louise Ahlberg – Från landet till staden (Troglodyt Produktion) - Sofie Livebrant – Några Karin (Playground Music) - Sarah Riedel – Genom natten (Diesel Music) |
| Årets Hiphop - Parham – Pojk (SwingKids) - Rapper kC – Vibes of Life (Kristoffer Samuelsson) - Ison & Fille – Länge leve vi (Hemmalaget) - Simon Emanuel – Le för kameran (Hemmalaget)                                                                                   | Årets Rock - Impo & the Tents – Peek After A Poke (Alien Snatch) - Dödsfest – Det sista äventyret (Novoton) - Nicole Sabouné – Must exist (Roxy Recordings) - Mattias Alkberg – Södra Sverige (Teg Publishing) |
| Årets Jazz - Cecilia Persson – Open Rein (HOOB records) - The Splendor – Forest (HOOB records) - Water Boogie System – Greetings (SodaMusic/Megasound) - Daniel Karlsson Trio – Fusion for Fish (Brus & Knaster)                                                         | Årets Singer/Songwriter - Rambling Nicholas Heron – Freetown Hwy (Rambling Nicholas Heron) - Easy October – Sweethearts Before The Fall (Adore Music) - The Tarantula Waltz – Tinder Stick Neck (Brus & Knaster) - Mathias Lilja – Mathias Lilja (Rootsy) |
| Årets Live - Silvana Imam (Playground Music) - Hey Elbow (Adrian Recordings) - Solen (Playground Music) - Fire! Orchestra (Rune Grammofon) | Årets Musikvideo - Per Störby Jutbring – Dance of The Diaper Fairy (Hoob Records) Regi: Per Störby Jutbring - Cleo, Kristin Amparo & Broke \’N Tipsy – Gå På Salong (Random Bastards/Femtastic) Regi: Ninja Thyberg - Alice Boman – What (Adrian Recordings) Regi: Studio Pop - Den Svenska Björnstammen – Hatar Allt (Den Svenska Björnstammen) Regi: Den Svenska Björnstammen - Parham – Lova Mig Själv (SwingKids) Regi: Patric Vincent/Puzzle Productions |
| Årets Klubb - Kafe De Luxe – Växjö - Langer’s hotell – Hallstavik - Replokalen – Stockholm - Festvåning 4:an – Tidaholm | Årets Nykomling - Earth Kids - Thandiwe - Rideau - Lukke featuring The Indigo Clan |
| Årets Rytm - Miriam Aïda AfroSamba Orchestra – É De Lei (Connective Records) - Leafnuts – Manifestations (Upful Music) - General Knas – Folkets Röst (SwingKids) - OK Star Orchestra – Musicland (Rootsy)                                                                | Årets Experimentellt - The Gothenburg Combo – Guitarscapes (The Gothenburg Combo) - Lotte Anker & Jakob Riis – Squid Police (Konvoj Records) - Düsseldorf by Night – Images for Tape (Lamour records) - Mathias Josefson – Att sluta en cirkel (Schhh records) |
| Årets Folk - Sousou & Maher Cissoko – Africa Moo Baalu (Jaliya Connection) - Hazelius/Hedin – Sunnan (Amigo/Cosmos) - Görgen Antonsson – Symphonic Stomp of Sweden (Swedish Society) - Ale Möller – The Nordan Suite (Prophone)                                          | Årets Indie - Jennie Abrahamsson |

## 2016
Manifestgalan 2016 arrangerades den 5 februari på Nalen i Stockholm.
Say Lou Lou, Amason och Slowgold var dubbelt nominerade.

### Nominerade och vinnare
Vinnare är placerade högst upp och i fet stil.
| Årets Barn - Lekisjazz – Lekisjazzstandards (ETgohome) - Karl-Petters Orkester – Jag har kommit på en grej! Kalle i Klangverkstaden (Blå Moln Musik) - Kråkan & Busarna – Fingret på näsan (Matrona) - Busbandet – Snoppen & Snippan och såna grejer (Alfie/Cosmos Music) | Årets Dans - Mr Tophat & Art Alfie – Samlad årsproduktion (Karlovak) - Ishi Vu – Gryning/Skymning/Green is the Color of Love (Trunkfunk Records/Omena Records) - Joel Alter – Heart (Uncanny Valley) - Inom – Som Blomster (eget bolag) |
| Årets Pop - Amason – Sky City (Ingrid) - Say Lou Lou – Lucid Dreaming (á Deux/Cosmos) - Molly Nilsson – Zenith (Dark Skies Association) - The Honeydrips – In the city (Luxury) | Årets Hårdrock - Saturnalia Temple – To The Other (Listenable Records) - Frantic Amber – Burning Insight (Raventone) - Avatarium – The girl with the raven mask (Nuclear Blast) - Disrupted – Morbid death (Distrupted/Memento Mori) |
| Årets Synt - Agent Side Grinder – Alkimia (Progress Productions) - White Birches – Dark Waters (La Petite Tempête R&P) - Kite – VI + samlad årsproduktion (Progress Productions) - Me The Tiger – Vitriolic (Repo Records) | Årets Dansband - Blender – Mi amore (Neptun/Blender records) - Donnez – Stora starka män (Neptun) - Drifters – Vår egen väg (Neptun) - Perikles – Heta pojkars flickor (Atenzia Records) |
| Årets Live - Cleo (Random Bastards) - Amason (Ingrid) - Hey Elbow (Adrian Recordings) - Könsförrädare (Teg Publishing) | Årets Punk - Arre! Arre! – A.T.T.A.C.K (Rundgång Rekords) - Anatomi-71 – Distansen tilltar (Halvfabrikat Records) - Kronofogden – Arbete och/eller fritid (Blindead records) - Fredag den 13:e – Domedagar (Halvfabrikat Records) |
| Årets Musikvideo - Jonas Lundqvist - Vissa nätter (Adrian Recordings) Regi: Kristian Bengtsson - Mattias Alkberg – Tjugonde (Teg Publishing) Regi: Jacob Frössén - Kastrup – Thieves (Mohave) Regi: Christofer Nilsson - Say Lou Lou – Nothing but a Heartbeat (á Deux/Cosmos Music) Regi: Joanna Nordahl - José González – Every Age (Imperial Recordings) Regi: Simon Morris & Chris Higham | Årets Visa - Sofie Livebrant – Lighthouse Stories (Brus & Knaster) - Charlie Engstrand Sommar – Bortom orden (Dead Microphone Records) - Cajsa Stina Åkerström – Vreden och Stormen (Gamlestans Grammofonbolag) - Fröken Elvis – Elvis på Svenska (Ladybird)                                                                                                |
| Årets Rytm - Etzia – Samlad årsproduktion (Partillo Productions/SwingKids) - Aurelia Dey – Gyllene Tider (Swing Kids) - Mallet Speak – Rise (Synkron Örebro) - Antonio D – Från Karlshamn till Kingston (Anton Dahlrot) | Årets Nykomling - QNDA - Emili Milou - Land & Ocean - Fools on the planet |
| Årets Textförfattare - Love Antell – Barn av Amerika (Amigo/Cosmos) - Ann-Sofie Francisca Lundin/Min Stora Sorg – Min stora sorg Vår/Sommar -16 (Playground) - Emil Johansson/Parker Lewis – Sorti (Det Svenska Musikundret) - Iiris Viljanen, Mattias Björkas/Vasas flora och fauna – Släkt med Lotta Svärd (Startracks)                                                                     | Årets Kompositör - Amanda Werne/Slowgold – Stjärnfall, Glömska (Gaphals) - Klas-Henrik Hörngren/Klabbes Bank – Z (Hoob) - Robin Bernhardsson, Alina Björkén, Måns Lundstedt och Janinne Sandström Oja/Könsförrädare (Teg) - Thomas Frank, Christian Dyresjö, Edvard Hernevik, Oskar Bergenheim, Stefan Missios/Den Stora Vilan – Utsikt mot havet (Gaphals) |
| Årets Rock - Snake – Cradle of snake (Sounds of Subterrania) - Dolores Haze – The Haze Is Forever (Woah Dad!) - HOLY – Stabs (PNKSLM Recordings/Ny Våg Records) - Hills – Frid (Rocket Recordings) | Årets Klubb - Verket Nattklubb, Nöjesfabriken, Karlstad - Soul Train, Café Opera, Stockholm - Club Prime, Vimmerby - Nattklubben på Munkkällaren, Visby |
| Årets Folk - Filip Jers Quartet – Plays Swedish Folk (Schmalensee Production) - Bridget Marsden & Leif Ottosson – Mountain Meeting (Playing with Music) - Blå Bergens Borduner – Inga kônstiheter (Gammalthea) - Louisa Lyne & di Yiddishe Kapelye – A Farblondzhete Blondinke (Maestro Music)                                                                                                | Årets Hiphop - Mwuana – 1: Spiridon, 2: Collén & Chords, 3: Nibla (Artery Music Group) - Professor P & DJ Akilles – All Year, Every Year (Pro&AK) - Keya – Nyanser av blå (Masa Music) - Vic Vem – Medicinen (SwingKids) |
| Årets Jazz - Per Texas Johansson – De långa rulltrapporna i Flemingsberg (Moserobie Music Production) - Lindha Kallerdahl – GOLD Quintet Solo (HOOB records) - Samuel Hällkvist – Variety of Live (BoogiePost Recordings) - Oddjob – Folk (Caprice Records) | Årets Experimentellt - Lars Bröndum – Fallout (Antennae Media) - Jeff Stonehouse – On Returning (The Sublunar Society) - Düsseldorf by Night – Images for Tape (Lamour records) - Oskar Hanska – OH!MMXIV (SwingKids) |
| Årets Singer/Songwriter - Daniel Norgren – Alabursy/The Green Stone (Superpuma Records) - Slowgold – Stjärnfall/Glömska (Gaphals) - The Tallest Man on Earth – Dark Bird is home (Gravitation) - Kristofer Åström – The Story of a Hearts Decay (Startracks) | Årets Indie - Teklafestival |

## 2017
Manifestgalan 2017 ägde rum den 10 februari på Nalen. Konferencierer var Hanna Hellquist och Jonas Lundqvist. 
Iiris Viljanen, Christian Kjellvander, Frida Hyvönen och Pascal var dubbelnominerade men enbart Christian Kjellvander vann en av sina kategorier.

### Nominerade och vinnare
Vinnare är placerade högst upp och i fet stil.
| Årets Dans - Dan Lissvik – Midnight (Smalltown Supersound) - Skudge – Balancing Point (Skudge Records) - Kornél Kovács – The Bells (Studio Barnhus) - Harald Björk – Kris- & Konflikthantering (Kranglan Broadcast) | Årets Hårdrock - Lava Bangs – Quit Continue (Lovely Records) - Gadget – The Great Destroyer (Relapse Records) - MaidaVale – Tales of the Wicked West (The Sign Records) - Cult of Luna & Julie Christmas – Mariner (Cult of Luna/Julie Christmas)                                                    |
| Årets Folk - Ulrika Bodén med Ahlberg, Ek & Roswall, Petter Berndalen & Daniel Fredriksson – Te berga blå (Dimma Sweden) - 232 Strängar – Spunnet (Egen utgivning) - Anders Löfberg – Nittonbunda (Playing with Music) - Tarabband – Ashofak Baden (Kap Syd/Plugged) | Årets Punk - Ursut – Köp Dig Lycklig (Not Enough Records/La Familia Releases/4490/Phobia) - Wolfhour – Dead on Arrival (Kibou Records/Global Resistance Records) - Oldfashioned Ideas – Another side to every story (Contra Records) - Perkulator – Perkulator (Crush & Create Records)              |
| Årets Visa - Sarah Riedel – tolkar Kristina Lugn (Diesel Music) - Emil Jensen – Två naturliga armar (Adrian Recordings) - Jenny Almsenius – Hjärtat slår mot asfalten (Gamlestans grammofonbolag/Border) - Iiris Viljanen – Mercedes (Voi Elämä!) | Årets Hiphop - Cherrie – Sherihan (RMH Sound) - Saint – The New Funky Dread (Today Is Vintage) - Överklass – Överallt & Ingenstans (This Is Scandinavia/SwingKids) - Erik Lundin – Samlad årsproduktion (RMH Sound)                                                                                  |
| Årets Barn - Emma Nordenstam – Emma Nordenstams bästa barnlåtar (Brus & Knaster) - Mamman & Pappan – Våga (Dahls Toner & Rytmer) - Anna Einarsson – Tigern säger Brr (Anna Einarsson Music) - Nassim Al Fakir – Springer runt och säger hej (Cosmos) | Årets Dansband - Blender – Ängel utan vingar (Blender Records) - Sannex – Din sida sängen (Atenzia Records) - Casanovas – Kom och sjung halleluja (Atenzia Records) - Highlights – Vackrare än någonsin (Neptun)                                                                                     |
| Årets Experimentellt - Klas Nevrin – The Revoid Ensemble (Found You Recordings) - Aina Myrstener Cello – Cellomusik II (Flora & Fauna) - Neutral – Neutral (Omlott) - Ann Rosén & Stockholm Saxophone Quartet – Bredvid (Schhh Records) | Årets Synt - Red Mecca – Electricity (Massproduktion) - Spark! – Maskiner (Progress Productions) - Roya – Trax (Roya) - Covenant – The Blinding Dark (Dependant) |
| Årets Jazz - Cecilia Persson & Norrbotten Big Band – Composer in Residence (Prophone) - Tonbruket – FOREVERGREENS (ACT) - E.S.T/Esbjörn Svensson Trio – E.S.T Symphony (ACT) - Lina Nyberg – Aerials (HOOB records) | Årets Pop - The Radio Dept. – Running Out of Love (Labrador) - Farväl till ungdomen – Öronbedövande mörker (Luxury) - Frida Hyvönen – Kvinnor och barn (RMV Label) - Pikko – Secret – (KaiLudvig) |
| Årets Live - Silvana Imam (Refune Music) - Pascal (Novoton) - Viagra Boys (Push My Buttons/Year0001) - Iiris Viljanen (Voi Elämä!) | Årets Rytm - Music Is the Weapon – Sweet Choral Motion (Fashionpolice Records) - General Knas – Dancehall (SwingKids) - Sallyswag – Sallyswag (SwingKids) - Sofia Jannok – ORDA-This is my land (Gamlestans grammofonbolag)                                                                          |
| Årets Singer/Songwriter - Christian Kjellvander – A Village: Natural Light (Startracks) - Brothers Among Wera – Fictional Takes (Icons Creating Evil Art) - Thomas E Frank – Tre månader (Omlott) - Amanda Bergman – Docks (Amanda Bergman/INGRID) | Årets Rock - Lion’s Den – Lion’s Den (Lazy Octopus) - Real Tears – Too Cool To Rock (Snask Rekårds) - True Moon – True Moon (Lövely Records) - Moon City Boys – I Need More (Törncrantz rock’n’roll)                                                                                                 |
| Årets Musikvideo - Wintergatan – Marble Machine (Sommarfågel) Regi: Hannes Knutsson/Martin Molin - Little Children – Every Little Light (Cosmos Music) Regi: Ted Malmros - El Perro del Mar – Breadandbutter (Ging Ging Recordings) Regi: Nicole Walker och El Perro del Mar - Erk, Cleo & Griljonären – Vamenarom? (Random Bastards) Regi: Erik Svetoft - Maja Gödicke – Rokoko (Kning Disk) Regi: Ossian Melin | Årets Nykomling - GREiP - Call Cat - Neon Nox - Death by Horse |
| Årets Kompositör - Josefin Öhrn – Josefin Öhrn & The Liberation – Mirage (Rocket Recordings) - Conny Bloom – Fullt upp (Kronbloom Records) - Sofia Härdig – And the Street Light Leads to The Sea (Solaris Empire) - Christian Kjellvander – A Village: Natural Light (Tapete Records, Startracks) | Årets Textförfattare - Charlie Engstrand Sommar – En Näve Näring, (Dead Microphone) samt Nordic Noir/Toni Holgersson (Amigo/Cosmos) - Frida Hyvönen – Kvinnor och barn (RMV Label) - Isak Sundström/Mimmi Skog/ Manuela De Gouveia – Pascal – Revy (Novoton) - Parham – Hemma Här (Playground Music) |
| Årets Indie - Ann-Marie Beckman-Forsberg | |

## 2018
Den 15:e Manifestgalan i ordningen utspelade sig den 2 februari på Nalen i Stockholm. Hanna Järver, Rome Is Not A Town och DaCosta uppträdde.
Prisutdelningen för Årets Musikvideo delades ut under Göteborgs Filmfestival den 31 januari istället för på Nalen. 
Sara Parkman & Samantha Ohlanders var nominerade i tre kategorier. Conakry, Pale Honey, Franska Trion och Mattias Alkberg var alla dubbelt nominerade varav alla utom Conakry vann en av sina kategorier.

### Nominerade och vinnare
Vinnare är placerade högst upp och i fet stil.
| Årets Barn - Emma & KJ – Huset (Brus & Knaster) - Malmars Makalösa – Mitt i spenaten (Malmars Makalösa Musikproduktion) - Gustav Lundgren & Unit – At the Movies (Lundgren Music/MiB) - Busbandet – Jorden runt på 10 låtar (Cosmos) | Årets Dans - Arkajo – Samlad produktion 2017 (Aniara Recordings, Brotherhood Sound System, Bror Records) - World of Dog – Real & Legendary Dogs (Excellent Spaces) - joel alter (jor-el, qna) – Samlad produktion 2017 (true rotary recordings) - Daniel Savio – Plejjern från Plejaderna (Flora & Fauna)                                              |
| Årets Dansband - Expanders – Play That Rock ’n’ Roll (Expanders Dans & Nöjen) - Streaplers – King River (Atenzia Records) - Casanovas – Ut i livet (Atenzia Records) - Perikles – Ett, Två – Let´s Go! (Atenzia Records) | Årets Experimentellt - Mirjam Tally – Interferences (Mirjam Tally) - The Long Chaneys – The Long Chaneys (Rundgång Rekords) - The Gothenburg Combo – Seascapes-20 000 Leagues Under the Sea (The Gothenburg Combo) - Lisa Nordström – Sonica Sequence – Volume (ajabu!)                                                                                |
| Årets Folk - Lisas – Fiddle & Accordion Conversations (Sally Wiola Records/Playground Music) - Sara Parkman & Samantha Ohlanders – Matriarkerna (Kakafon Records) - Göran Månsson & Friends – Ol’ Jansa (Caprice Records) - Maher Cissoko – Kora Fo (ajabu!)                                                                                                  | Årets Hiphop - Sammy & Johnny Bennett – ST.RECK (Woah Dad!) - Conakry – Återfall, åter faller vi (Conakry) - Skander – Hon (Playground Music) - Ikhana – Zebrelli (LJGT) |
| Årets Hårdrock - Monolord – Rust (RidingEasy records) - Night Viper – Exterminator (Listenable Records) - Antichrist – Sinful Birth (I Hate Records) - Grift – Arvet (Nordvis) | Årets Jazz - Mariam the Believer – Love Everything (Repeat Until Death) - Lina Nyberg – Terrestrial (HOOB Records) - Samuel Hällkvist & Variety of Rhythm – Samuel Hällkvist & Variety of Rhythm (BoogiePost Recordings) - Anna Lundquist Quintet – MEWE – (Prophone)                                                                                  |
| Årets Musikvideo - Nadia Tehran – Cash Flow (Year 0001) Regi: Jonas Hong Soo Eriksson - ionnalee – SAMARITAN (To whom it may concern) Regi: Jonna Lee & John Strandh - Alice Boman – Dreams (Adrian Recordings) Regi: Jeanne Lula Chauveau - Dolores Haze – White House (Woah Dad!) Regi: Nim Sundström - Conakry – Schaber (Mohave) Regi: Christofer Nilsson | Årets Pop - Loney dear – Loney dear (Real World Records) - Mattias Alkberg – Åtminstone artificiell intelligens (Teg Publishing) - The Honeydrips – Give Each Other Some Solace (The Honeydrips/Gentle Reminder) - Laser & Bas – Historier om kärlek i okronologisk ordning, från det sexuella uppvaknandet till idag (Hybris/Det Svenska Musikundret) |
| Årets Live - Mattias Alkberg (Teg Publishing) - Sara Parkman & Samantha Ohlanders (Kakafon Records) - Pascal (Novoton) - Sarah Klang (Pangur Records) | Årets Nykomling - Donika Nimani (Dazed Music) - Randiga Rut (Sing a song fighter) - Soulsaga (Soulsaga) - Anton Nessvi (Låghus Musik) |
| Årets Punk - Trots – Trots (Crush & Create Records) - Bad Nerve – The Lost Ones (Luftslott Records/Ny Våg Records) - Allvaret – Skam och Skuld (Erste Theke Tonträger) - Wolfbrigade – Run with the hunted (Southern lord) | Årets Rock - Shitkid – Fish (PNKSLM Recordings) - Henrik Palm – Many Days (Fetish) - Pale Honey – Devotion (Bolero Recordings) - Holograms – Surrender (Push my buttons) |
| Årets Rytm - Jaqee – Fly High (SwingKids) - Essa Cham – Shaka Zulu (Same Plate Music) - Aurelia Dey – Alpha Vol. 1 (Swing Kids, André Roots Records) - Vaz – Necessary, Pt. I & Pt. II (Kinship Music) | Årets Singer/Songwriter - Bror Gunnar Jansson – And The Great Unknown – Part I & II (Normandeep Blues) - Ane Brun – Leave Me Breathless (Balloon Ranger Recordings) - The Tarantula Waltz – Blue as in Bliss (Woah Dad!) - Algesten – Algesten (Startracks)                                                                                            |
| Årets Synt - Priest – New Flesh (Lövely Records) - Anna Öberg – Härsknar (Rundgång Rekords, Troglodyt Produktion) - Wulfband – Revolter (Progress Productions) - Xenturion Prime – Humanity Plus (Progress Productions) | Årets Visa - Franska Trion – Los Angeles (Matti Ollikainen) - Elina Ryd – Falla (Era-Records) - Tore Berger – Stora frågor – inga svar (COMEDIA) - Fröken Elvis – Kungen och Vi (Fröken Records) |
| Årets Textförfattare - Katohjärta – Inget kommer att ordna sig (Hybris/Det Svenska Musikundret) - Skander – Hon (Playground Music) - Franska Trion – Los Angeles (Matti Ollikainen) - Nicolai Dunger – Arkebuseringen av egot (Hi-Hat Music) | Årets Kompositör - Pale Honey – Devotion (Bolero Recordings) - INVSN – The Beautiful Stories (Woah Dad!) - Träd gräs och stenar – Tack för kaffet (So Long) (Subliminal Sounds) - Sara Parkman & Samantha Ohlanders – Matriarkerna (Kakafon Records)                                                                                                   |
| Årets Indie - Uppropet #närmusikentystnar | |

## 2019
Manifestgalan 2019 skedde den 15 februari på Nalen i Stockholm. Galan leddes av Saga Becker.
Shitkid, Hanna Järver, Jenny Wilson, Vanligt folk, Les Big Byrd och Jonas Lundqvist var alla dubbelt nominerade. Enbart Jonas Lundqvist vann båda sina kategorier.

### Nominerade och vinnare
Vinnare är placerade högst upp och i fet stil.
| Årets Synt - Roya – Hive (eshqi records) - ionnalee – EVERYONE AFRAID TO BE FORGOTTEN (To whom it may concern) - Johan Baeckström – Utopia (Progress Productions) - Red Mecca – I See Darkness in You (Massproduktion) | Årets Jazz - Lisa Ullén – Piano works (disorder) - Adam Forkelid/Georg Riedel/Jon Fält – Reminiscence (Moserobie Music Production) - Bobo Stenson Trio – Contra la indecision (ECM) - Malin Wättring 4 & Bohuslän Big Band – Harvest (Havtorn Records) |
| Årets Dans - Shakarchi & Stranéus – Steal chickens from men and the future from god (Studio Barnhus) - DJ Lily – Samlad årsproduktion (BROR Records/Lilies) - Jor-El / Joel Alter – Samlad årsproduktion (Be As One/Bror Records) - The Field – Infinite Moment (Kompakt)                                                                  | Årets Dansband - Blender – Gambla litegrann (Loudhillmusic/records) - Casanovas – Vi lever här och nu (Atenzia Records) - Martinez – Hans namn på min arm (Atenzia Records) - Streaplers – Just ikväll (Atenzia Records) |
| Årets Folk - Emma Ahlberg Ek – Hillevi (Caprice Records) - Ahlberg, Ek & Roswall – Till dans (Dimma Sweden) - Per Gudmundson & Bengan Janson – Hjeltamôs (Country & Eastern) - Groupa – Kind of folk Vol.2 Norway (All Ice Records) | Årets Rock - Det Jordiska – Det Jordiska (Lazy Octopus Records) - CO SONN – VBG Trash Ensemble Vol. 2 (Lazy Octopus Records) - Les Big Byrd – Iran Iraq IKEA (PNKSLM Recordings) - RIOT GRRRL SESSIONS – THE 1ST SESSION (GMR Music Group) |
| Årets Punk - Twin Pigs – Scandinavian Nightmare (Luftslott Records) - Oldfashioned Ideas – Still worth fighting for (Contra Records) - Sir Reg – The Underdogs (Despotz Records) - Śmierć – Godzina Pusta (Nikt Nic Nie Wie) | Årets Hårdrock - Craft – White Noise and Black Metal (Season of Mist) - Abramis Brama – Tusen År (Black Lodge) - Bitch Hawk – JOY (Adrian Recordings) - Louise Lemón – Purge LP (Icons Creating Evil Art) |
| Årets Hiphop - Cherrie – Araweelo (Araweelo) - Parham – Torsken (Playground Music) - Ozz6y – Ett öga rött (Play 66) - Aden x Asme – Samlad årsproduktion (BL) | Årets Barn - Oddjob – Jazzoo 2 (Headspin Recordings) - Nils Berg och Kalle Carmback – I en stad (HOOB records) - Rimstad Rockerz – Tidens Led (J E Sounds) - Sofia Sandén & Maria Jonsson – Långt bort i skogen (Dalakollektivet records) |
| Årets Live - Jonas Lundqvist (Adrian Recordings) - Shitkid (PNKSLM Recordings) - Hanna Järver (Cosmos Music) - Anna von Hausswolff (City Slang) | Årets Pop - Jonas Lundqvist – Affärer (Adrian Recordings) - Echo Ladies – Pink Noise (Sonic Cathedral/Hybris) - Hanna Järver – So Long (Cosmos Music) - Jenny Wilson – Exorcism (Gold Medal Recordings) |
| Årets Experimentellt - Maria w Horn – Kontrapoetik (XKatedral) - Martin le Artiste – A Stranger Clock (Synkron) - reBell – så som det alltid har varit, har det aldrig varit (SEKT records) - Vanligt folk – Hambo (Kess Kill/Kontra-Musik)                                                                                                | Årets Musikvideo - Jenny Wilson – Rapin (Gold Medal Recordings) Regi: Gustaf Holtenäs - Les Big Byrd – A Little More Numb (PNKSLM Recordings) Regi: Joakim Åhlund - Shitkid – Oh Me I’m Never (PNKSLM Recordings) Regi: Linda Hedström - Simon G – Jag längtar tills du blir ful (Wald Entertainment) Regi: Jesper Ei Karsson - Vanligt folk – TKO (Kontra-Musik & Kess Kill) Regi: Vanligt folk |
| Årets Rytm - General Knas – Reggaestrerad (Rudeboy/SwingKids) - Essa Cham – Blomman från Sahara (Same Plate Music) - Miriam Aïda – Loving the Alien (Connective Records) - Räfven – 15 (Räfven Records) | Årets Singer/Songwriter - Sarah Klang – Love In The Milky Way (Pangur Records) - Arvid Nero – Mother Earth (TMB Records) - Christian Kjellvander – Wild Hxmans (Tapete Records/Border Music) - Sea Lion – Moonlight Here (Sea Lion Recordings) |
| Årets Kompositör - Nina Kinert – In Twos samt Romantic (Ninkina Recordings/Headstomp/Playground) - Pontus Torstensson, Timo Lundgren, Petrus Fredenstad – The Exorcist Gbg – II (Höga Nord Rekords) - Martin Elisson & Adam Bolméus – Hästpojken – Hästpojken Är Död (Tamiami Records) - Sibille Attar – Paloma’s Hand (PNKSLM Recordings) | Årets Textförfattare - Kajsa Grytt – Kniven i Hjärtat (Kajsa Grytt) - Rasmus Arvidsson – Avantgardet – Alla Känner Apan (Avantgardet) - Daniel Boyacioglu – Daniel Boyacioglu & Mathias Landæus Trio – Bön för världen (Brus o Knaster) - Paulina Palmgren – På randen kap1 & 2. (Paulina Palmgren/Birds Records)                                                                                |
| Årets Visa - Jonathan Hilli – Jordsånger (Kakafon Records) - Bernt Törnblom – Jag blir glad (YTF Records) - Boulevarder av glas – Sista dansen (Augusta musik) - Collan Staiger – Tårar (Troglodyt Produktion) | Årets Nykomling - Haerdsmaelta - The Overthrone - Sun & The Rain Men - KÅRP |
| Årets Indie - Emma Knyckare och Statement Festival | Årets Kompositör inom Folk och Världsmusik - Robi Svärd |

## 2020
Manifestgalan 2020 ägde rum den 14 februari på Nalen i Stockholm.
Malmöparet Karolina Engdahl och Tommy Tift, som spelar i både Vånna Inget och True Moon, var nominerade två gånger i samma kategori och vann med True Moon. Andra som var dubbelt nominerade var Britta Persson, Bella Boo, Daniel Norgren, Sarah Klang, Nadia Tehran och Cherrie. Även artisten Elias tävlade mot sig själv och hade två nomineringar i Årets Musikvideo.

### Nominerade och vinnare
Vinnare är placerade högst upp och i fet stil.
| Årets Barn - Britta Persson – Folk – Dikt och toner om personer (Forevers) - Alice! – Alice! (Antfarm Records/Big Is Promotion) - Karl-Petters Orkester – Jag har blivit farbror (Blå moln musik) - Bröderna Lindgren – Best Of! (Despotz Records) | Årets Dans - Mr. Tophat – Dusk to Dawn (Part I-III) (Twilight Enterprise) - Bella Boo – Once Upon a Passion (Studio Barnhus) - Mansa – Samlad årsproduktion (Hybris) - Motormännen – Samhällsinformation (Lamour Records)                                                 |
| Årets Pop - Augustine – Wishful Thinking (Genesis Records) - Nadia Tehran – Dozakh: All Lovers Hell (Year 0001) - Sam Florian – Youth (Hybris) - Honungsvägen – Honungsvägen (Despotz Records) | Årets Live - Viagra Boys (YEAR0001) - Daniel Norgren (Superpuma Records) - Sarah Klang (Pangur Records) - Cherrie (Araweelo Music) |
| Årets Visa - Christina Kjellsson – Blå moped (Troglodyt Produktion) - Anders Lundin – Här är jag nu (Lemur Records) - Magda Andersson – PM: Lossad (Kvickrot) - Maja Heurling & Ola Sandström – Irrbloss (Kakafon Records) | Årets Synt - KÅRP – Album 1 (Music by KÅRP) - Cryo – The Fall of Man (Progress Productions) - Agent Side Grinder – A/X (Progress Productions) - Unroyal – Mainstream (Ord)                                                                                                |
| Årets Punk - Vidro – Allt brinner (Kink Records) - Power Face – Face the Power (Really Fast Records) - Arre! Arre! – Tell Me All About Them (PNKSLM Recordings) - Jönzzonligan – Rösta på idioter (Wild Kingdom) | Årets Experimentellt - Lars Bröndum – Phaethon – Music for Instruments and Electronics (Antennae Media) - Siri Karlsson – Horror Vacui (Tombola Records) - Mats Edén, Stefan Klaverdal – Annual Growth Rings (Dynamik) - Eryck Abecassis/Lars Åkerlund – Falls (Mikroton) |
| Årets Jazz - Klabbes bank – Bnk (Hoob Records) - Lisen Rylander Löve – Oceans (Hoob Records) - Goran Kajfes Tropiques – Into the Wild (Headspin Recordings) - Oddjob – Kong (Headspin Recordings) | Årets Metal - Ultra Silvam – The Spearwound Salvation (Shadow Records) - Novarupta – Disillusioned Fire (Suicide Records) - Vokonis – Grasping Time (The Sign Records) - Skraeckoedlan – Eorþe (Fuzzorama Records)                                                        |
| Årets Folk - Rydvall/Mjelva – Vårvindar Friska (NFB records) - Triakel – Händelser i Nord (Triakel Records) - Sofia Karlsson with Mattias Pérez and Daniel Ek – Guitar Stories/Sally Wiola Sessions, Vol. III (Sally Wiola/Playground Music) - Pelle Björnlert – Damore (Gammalthea)                                                                  | Årets Dansband - Perikles - Den coolaste bruden i byn (Atenzia Records) - Xplays – Jag vill och jag vågar (Xplays/Atenzia Records) - BlackJack – En, två kanske tre (Atenzia Records) - Donnez – Med stora steg (Atenzia Records)                                         |
| Årets Textförfattare - Avantgardet (Rasmus Arvidsson) – Mellan miljonprogram och Thailand (Avantgardet) - Mathilda Brink (Maestro, Fading Trails Recordings) - Henok Achido – Bror utan Sol (Arketyp) - Jelassi – Port 43 (Nisj) | Årets Kompositör - Nadia Tehran – Dozakh: All Lovers Hell (YEAR0001) - Britta Persson – Folk – Dikt om toner och personer (Forevers) - Lymland – Tonrum (Nytt Arkiv) - Bella Boo (Gabriella Borbely) – Once Upon A Passion (Studio Barnhus)                               |
| Årets Musikvideo - Elias – I give you the best (Haale Records) Regi: Daniel Eskils - bob hund – 0-100 (Adrian Recordings) Regi: Ormdådet film & media - OG Bella – Bejaka eller dö (ILL MANORS) Regi: Joaquim Berglund - Elias – Neon Lights (Haale Records) Regi: Daniel Eskils - Skott – Bloodhound (Dollar Menu/Cosmos Music) Regi: Peter St James | Årets Hiphop/Soul - Aden x Asme – 12 Till 12 (BL) - Cherrie – OG – The Mixtape (Araweelo Music) - Einár – Första Klass (Einár) - Hannes – Samlad årsproduktion (Earthriseonthemoon)                                                                                       |
| Årets Singer/Songwriter - Daniel Norgren – Wooh Dang (Superpuma Records) - David Ritschard – Brobrännaren (Rootsy) - Sarah Klang – Creamy Blue (Pangur Records) - Virginia And The Flood – Aqua Duck Down (Your Ears Have Been Bad And Need To Be Punished Records)                                                                                   | Årets Rytm - Ayla – Klarspråk (Ayla Adams Music) - Daniel Lemma – Punch Of Love (Dextra Music) - Etzia – Motivation (Mambia Records/Rudeboy Music Group) - sLim Prince – Dorcas (Same Plate Music)                                                                        |
| Årets Rock - True Moon – II (Lövely Records) - Westkust – Westkust (Luxury) - Levande Död – Upp Till Kramp (Happiest Place Records) - Vånna Inget – Utopi (Gaphals) | Årets Nykomling - Hökartorget – Idioterna vinner (Valley Music Dalapop) - Eldin – Earth Witch Fire Priestess (Elin Bååth) - Franskild – You (Lotss Records) - Elina Ryd – Den luft (ERA Records)                                                                          |
| Årets Indie - Robban Becirovic och Close Up Magazine | |

## 2021
2021 års gala hölls den 26 februari på Nalen. Galan stod utan besökare och sändes helt digitalt p.g.a. Covid-19-pandemin.
Anna von Hausswolff, Mattias Alkberg och Skator var dubbelt nominerade. Anna von Hauswolff vann i båda sina kategorier. Skator i en.
Det var kontroversiellt att prisa rapartisten Yasin, då han under galan satt frihetsberövad, misstänkt för stämpling till grovt brott.

### Nominerade och vinnare
Vinnare är placerade högst upp och i fet stil.
| Årets Dans - Off the meds - Off the meds (Studio Barnhus) - Ari Bald – Samlad årsproduktion (Blåklint Studios/Bigges District) - Per Hammar – Pathfinder LP (Dirty Hands) - MOLØ – Luma EP (Vivrant) | Årets Visa - Iiris Viljanen – Den lilla havsfrun (Voi Elämä!) - Elin Callmer – Frustration (Troglodyt Produktion) - Mando Diao – I solnedgången (Playground Music) - Jonathan Hilli – Sånger att brinna till (Kakafon Records)                                                   |
| Årets Synt - Social Ambitions – A New Frontier (Social Ambitions) - Anna Öberg – Varelser inuti (Xenophone International) - Guild of Cats – The lights you chase (Fergus the dog records) - ABU NEIN – Secular Psalms (Progress Productions) | Årets Singer/Songwriter - I’m Kingfisher – The Past Has Begun (Fading Trails Recordings) - Kristofer Åström – Hard Times (Startracks) - Alice Boman – Dream On (Adrian Recordings) - Christian Kjellvander – About Love and Loving Again (Tapete Records)                        |
| Årets Rytm - Allyawan – ONE (Rudeboy Records) - Mazaher – Zar (ajabu!) - OK Star Orchestra – #6 (Rootsy Music) - Sten Källman and Sanba Zao – MAPOU – Haitian Drums and Northern Wind (Country & Eastern) | Årets Rock - Martin Savage Gang – Now we’re rollin’ (Human Audio Recordings) - Hollow Ship – Future Remains (PNKSLM Recordings) - Allergic To Humans – Infinity Crunch (Novoton) - Marianne’s Mareritt – Marianne’s Mareritt (1945966 Records DK)                                |
| Årets Punk - KATTHEM – Vackra Lögnerskor (Welfare Sounds & Records) - Hårdgnissel – Schack Matt! (Hårdgnissel, Angry Hudik Records, Turist i tillvaron) - Spader Kung – Arvet (Så länge skutan kan gå records) - Ett dödens maskineri – Det svenska hatet (Suicide Records) | Årets Pop - Esther – Better off Sleeping with a Parachute (SkolHaus) - Mattias Alkberg – Bodensia (Teg Publishing) - Florence Valentin – Det var en gång (Du e fri/Playground Music) - Dolce – Ur aska (NORR arts)                                                               |
| Årets Jazz - Rymden – Space Sailors (Jazzland Recordings) - Lindha Kallerdahl, Ingebrigt Håker Flaten, Andreas Werliin – Rainbow (HOOB Records) - Anna Högberg Attack – Lena (OMLOTT) - Samuel Hällkvist – Epik, Didaktik, Pastoral (BoogiePost Recordings) | Årets Metal - Novarupta – Marine Snow (Suicide Records) - Serpent Omega – II (Icons Creating Evil Art) - Svartkonst – Black Waves (Trust No One Recordings) - Electric Hydra – Electric Hydra (Majestic Mountain Records)                                                        |
| Årets Hiphop - Yasin – 98.01.11 (MadeNiggaMusic) - GULEED – LUCKY 20 (GULEED) - L1NA – Samlad årsproduktion (La Vie Music) - Greekazo – GÖR NU, TÄNK SEN (HOTSPOT MUSIC) | Årets Folk - Lena Jonsson Trio – Stories from the Outside (Hedgehog Music) - Jordmån – Jazz på nysvenska (Dos Records) - Erland Westerström – Andas! (Erland Westerström) - Thomas von Wachenfeldt – Arvet efter Pelle Schenell (Senza Vib Konst & Musik)                        |
| Årets Experimentellt - Anna von Hausswolff – All Thoughts Fly (Southern Lord) - Eva Lindal och Anna Lindal – Bäver (disorder) - Lars Bröndum – Sostenuto: The Book of Night (Antennae Media) - GGR Betong – Electronic Music for Chamber Orchestra Vol. 2 (Geiger Grammofon)                                                                                                   | Årets Dansband - Streaplers – En gång till (Atenzia Records) - Martinez – Bubbelgum (Atenzia Records) - Casanovas – Mota Olle i grind (Atenzia Records) - Stefan Nykvist – Stefan Nykvist (Enviken Records)                                                                      |
| Årets Barn - Micaela Gustafsson – Småpunk (Plonk Records) - Bohuslän Big Band – Jazzparaden (Prophone) - Sten & Sanna Källman – Det blåser upp (Footprint Records) - Anja Bigrell – Under ett rabarberblad (Byn Musik) | Årets Live - Jubel – Låt Live Leva - INGRID, Björn Yttling, Pontus Winnberg och Kalle Josephson – 36 h Ingrid - Amanda Bergman & Petter Winnberg – Rockbonden - Mansa & 1992 Presents – Black Lives Matter Livestream Fundraiser                                                 |
| Årets Musikvideo - Luminous Kid – The Gutter of Our Ecstasy (Marble Fox Records) Regi: Olof Grind - Miljoner Tusen – Staden som krympte (Miljoner Tusen) Regi: Jonas Rangstad och Daniel Carlsten - Skoj – DEN HELGEN (SÅ NICE) (Amuse) Regi: Rasmus Wimby - Skator – Himlakroppar (Sing a song fighter) Regi: Daniela Rossi - Viagra Boys – Ain´t Nice (YEAR0001) Regi: SNASK | Årets Nykomling - Klara Keller (Gibbon) - Gula Blend (Rama Lama Records) - REACH (Icons Creating Evil Art) - Borgerlig begravning (BB Records) |
| Årets Kompositör - Anna von Hausswolff – All Thoughts Fly (Southern Lord) - I.B. Sundström – Antropofagernas rike 1 och 2 (Teg Publishing) - Daniel Ögren – Fastingen -92 (Sing a song fighter) - Hey Elbow – We Three (Adrian Recordings) | Årets Textförfattare - Skator – År (Sing a song fighter) - Zacke – Pengar. Frihet. Zakaria Jamal. (Antarktis Records) - Mattias Alkberg – Bodensia (Teg Publishing) - Shitkid – Crotchrock, 20/20 ShitKid, Always Amber, Duo Limbo/’Mellan himmel å helvete’ (PNKSLM Recordings) |
| Årets Indie - Elena Wolay | |

## 2022
Manifestgalan 2022 arrangerades den 11 februari på Nalen. Precis som året innan sändes galan digitalt p.g.a. Covid-19-pandemin.
Två nya kategorier, Årets Soul/R&B och Label of the Year, introducerades detta år.
Sara Parkman och Ebo Krdum var dubbelt nominerade och vann i varsin kategori.

### Nominerade och vinnare
Vinnare är placerade högst upp och i fet stil.
| Årets Musikvideo - Hannes – I Feel It (The Satchi Six) Regi: Erik Pousette - Moonica Mac, Sara Parkman – Vittran (Moonica Mac/Supertraditional) Regi: Palmer Lydebrant - Promise and the Monster – Beating Heart (Icons Creating Evil Art) Regi: Cissi Efraimsson, Billie Lindahl, Love Martinsen - Horndal – Rossen (Prosthetic Records) Regi: Kalle Haglund Brusewitz - Luminous Kid – To Karin, With Love (The Satchi Six) Regi: Olof Grind och Nemo Stocklassa Hinders | Årets Barnmusik - Micaela Gustafsson – Bää muu nöff (Plonk Records) - Alba & Landet Bortom – Landet Bortom (Playground Music) - Yria – ZiggaZing (Ensemble Yria) - Tigern & Kobran – Brandbilar och poesi (Brassakobra Studios)                                                               |
| Årets Dans - Mamwadi – Sacrifice (Aesthetics Records) - Ljudas – Rejungle EP/Pigcave EP (MIR Digital) - Dip Shim – Möllan City Breakers EP / M-Technology (Malmø Traxx/SNC Recs) - Namasenda – Unlimited Ammo (PC Music) | Årets Dansband - Perikles – Ba Ba Ba (Atenzia Records) - Barbados – Vi (Bone Records) - Boogart – En ny tid i livet (Split Vision Records) - Callinaz – På riktigt (Callinaz) |
| Årets Experimentellt - Lars Bröndum – Aleatoric Anthems and Palindromes (Antennae Media) - Marta Forsberg – TKAĆ (Thanatosis produktion) - The Gothenburg Combo – NOMAD (The Gothenburg Combo) - Nina de Heney & Lina Järnegard – Solo piece for peace, please (Geiger Grammofon) | Årets Folk - Anna Ekborg – Solo (Kakafon Records) - Hoven Droven – Trad (Heilo/Grappa Musikkforlag) - Mats Eden – Alvaleken (5b.no/Taragot) - André Ferrari, Olov Johansson – In Beat Ween Rhythm (Olov Johansson Musik)                                                                      |
| Årets Hiphop - Jaqe – Samlad årsproduktion (Arketyp) - L1NA – MP3 (La Vie Music) - Aden x Asme – Sista 12 (BL) - Dizzy, Manny Flaco – DIZZY FLACO (Top Guyz Records) | Årets Soul/R&B - Shenie Fogo – Meet Me in My Dreams (Let Creatives Be Creative) - Bavé – In Vermouth (Teron Records) - Janice – Feelings Unresolved (If Music Could Talk/PIAS) - JÁNA – Works (Jána/Majestic Casual)                                                                          |
| Årets Metal - Grand Cadaver – Into the Maw of Death (Majestic Mountain Records) - 10,000 Years – II (Death Valley Records) - Hot Breath – Rubbery Lips (The Sign Records) - The Drippers – Scandinavian Thunder (The Sign Records) | Årets Rock - She/Beast – Violent Tendencies (PNKSLM Recordings) - Pascal – Fuck like a beast (Novoton) - Mia Maria Johansson – Slay (Lazy Octopus) - Kalle Hygien – Songs about Chuck (Push My Buttons)                                                                                       |
| Årets Pop - Riga Tiger – Vad ska du göra med din så kallade mänsklighet (Youth Recordings) - Nadja Evelina – Aska, glitter och annat som försvinner med vinden (Hjärtat Recordings) - Sibille Attar – A History of Silence (PNKSLM Recordings) - Makthaverskan – För allting (Makthaverskan) | Årets Jazz - Thomas Backman – When Light Is Put Away (Modern Musik) - Lisa Björänge Quintet – For Life (HOOB Records) - The Splendor – Royals (HOOB Records) - Johan Lindström Septett – On the Asylum (Moserobie Music Production)                                                           |
| Årets Punk - Knivad – Insidans Ärrvävnad (Suicide Records) - Sweet Teeth – Acid Rain (Lövely Records) - Jakob Mind – The One Who Got Away (Lövely Records) - Härvan – Åttadagarsvecka (Maräng Records) | Årets Rytm - Ebo Krdum – Diversity (Supertraditional) - Maher Cissoko – Cissoko Heritage (ajabu!) - Wau Wau Collectif – Yaral sa doom (Sing a song fighter) - Galento Sound Service – Vol 2: Folk Modern Music (Rootsy Music)                                                                 |
| Årets Singer/Songwriter - David Ritschard – Blåbärskungen (United Stage Management Group) - Ludwig Hart – Paloma (Argle Bargle Studios) - Sarah Klang – VIRGO (Pangur Records) - Maja Francis – A Pink Soft Mess (RMV Grammofon) | Årets Synt - Xenturion Prime – Signals from The Abyss (Progress Productions) - Stilla havet – Samtiden sliter oss isär (Novoton) - Seven Trees – Dead/End (Progress Productions) - Vex – Average Minds Think Alike (HepTown Records)                                                          |
| Årets Visa - Fia Ekberg – Bangatan (Kakafon Records) - Ellen Sundberg – Ett bloss för Bodil Malmsten (Teg Publishing) - Kalle Berlin med kapell – S/T (Chapman Chambers) - Ola Sandström – ASKA (Playing With Music Records) | Label of The Year - Rama Lama records - Höga Nord Records - Massproduktion - Lamour Records |
| Årets Kompositör - Jelly Crystal (Filip Johnson) – Freak Show (Jelly Crystal/Smuggler Music) - Jenny Wilson – Samlad produktion – MÄSTERVERKET (Gold Medal Recordings), Attachment Theory/Nicole Saboune (Smuggler Music) samt Driften (Gold Medal Recordings) - Naoko Sakata – Dancing Spirits (Pomperipossa Records) - LOW-RES (Patrick Alvarsson, Simon Ekstrand Appel) – Varför (LOW-RES)                                                                              | Årets Textförfattare - Team Rockit (Charles Eggers, Kristina Florell, Victor Svedberg) – Bahamut Zero (YEAR0001) - Andreas Mattsson – Soft Rock (Playground Music) - Själen (Johan Jan Jonason) – Spirit High (Studio Barnhus) - Frida Hyvönen – Dream of Independence (RMV/Playground Music) |
| Årets Nykomling - King Hobo Deathmachine – Once you go black (Nidhogg Entertainment) - Agnes Persson – In Collaboration with Flowers (Havtorn Records) - CHIVVY – Chivvy (Novoton) - Dina ögon – Dina ögon (sing a song fighter) | Årets Live - Sara Parkman (Supertraditional) - Amason (Amasonason) - Ebo Krdum (Supertraditional) - Nicole Sabouné (Smuggler Music) |
| Årets Indie - Svensk Live och Unga Arrangörsnätverket | |

## 2023
Manifestgalan 2023 markerade 20-årsjubileet och anordnades den 23 februari på Pustervik. Nytt för 2023 var att galan flyttades från Stockholm till Göteborg.
Uppträdande akter var Marit Bergman, Kristofer Greczula och VIDYA. Konferencier var Anna Charlotta Gunnarsson.
Kategorin Årets rock bestod enbart av artister från Malmö.
Sara Parkman var trippelt nominerad. Cleo och Hannes var dubbelt nominerade. Sara Parkman vann i alla sina tre kategorier. Cleo och Hannes i varsin kategori.

### Nominerade och vinnare
Vinnare är placerade högst upp och i fet stil.
| Årets Folk - Sara Parkman - Eros Agape Philia (Supertraditional) - Hazelius Hedin - Silverdalen (Gammalthea) - Eriksson/Myhr/Malmström - För sola skin' på tak (Heilo) - Spöket i köket - Kurbits & Flames (Gammalthea)                                                                                          | Årets Visa - Ellinor Brolin - Det tredje årtusendet (Branschen) - Kristian von Svensson - Mäster Palm (Abakus) - Stina Künstlicher - En krogknegares sånger (Kvickrot Records) - Gunnar Källström - Den roliges väg (Kakafon Records) |
| Årets Synt - Emmon - RECON (Icons Creating Evil Art) - Lizette Lizette - Miss Gendered (Icons Creating Evil Art) - Xenturion Prime - Prisma (Progress Productions) - Unroyal - This Is Louder (Progress Productrions)                                                                                            | Årets Pop - Klara Keller - BANG (Aloaded) - Giną Dirawi - Meet Me In Jannah - Mares - Svanesång (The Satchi Six) - Morabeza Tobacco - Shadow of The Cherry (Morabeza Tobacco/Roxy Recordings/Playground Music) |
| Årets Dansband - Vikingarna med Christer Sjögren - The final tour-live in concert (Marathon Media) - Fernandoz - Nu tar vi nya tag (Atenzia Records) - Highlights - En natt på stan (Avalonstream/Atenzia Records) - Callinaz - Session #1 (Callinaz/Atenzia Records)                                            | Årets Dans - Rumina - Samlad årsproduktion (Hypersonics/FNGLCKN/HTS/UUMHFF) - DJ Lily - Samlad årsproduktion (Lilies/BROR Records) - Linn Elisabet & Rå - The Hills We've Chosen (Acts of Rebellion) - Prof. Stranger - Love Is Forever (STUDIO94) |
| Årets Rock - Hjelle & Ormarna - Arbetsförmedlingen ringde (Jared Sin) - MFMB - Sugar (Adrian Recordings) - Manuela Iwansson - Dark Tracks (Lack of Sleep Records) - Arre! Arre! - We Ride the Universe (PNKSLM Recordings)                                                                                       | Årets Soul/R&B - Bavé - All Stars Aligned (The Satchi Six) - Janice - Samlad årsproduktion (If Music Could Talk/[PIAS]Nordic) - ELMA - Rain Clouds (MPG Records) - LUCIIA - Samlad årsproduktion (Wilhelmina) |
| Årets Hiphop - Joe Lefty - Samlad årsproduktion (Joe Lefty) - Cleo - Missaouri (Random Bastards) - Academics & Erk - Nånstans i skogen (Random Bastards) - Aki - Gänget & Jag del 3 (Redline Recordings) | Årets Musikvideo - Fever Ray - What They Call Us (Rabid Records) Regi: Martin Falck - Viagra Boys - Ain't No Thief (YEAR0001) Regi: SNASK - Alice Boman - Night And Day (Adrian Recordings) Regi: Jeanne Lula-Chauveau - Hannes ft. Waterbaby - Stockholmsvy (The Satchi Six) Regi: Marcus White - Ängie & Skoj - Damned Nice Weekend (Kassa Records) Regi: Rasmus Wimby |
| Årets Barn - Louisa Lyne & di Yiddishe Kapelye - A troym oyf a boym (MaestroMusic) - Per Gustavsson och Ida Rönn - Pojken, pappan och björnen ( J E Sounds) - Den Förbjudna Fruktskolan - Den Förbjudna Fruktskolan (Klockartorpet) - Duo Kondens & Per Egland - Barnens Karneval (European Gramophone)          | Årets Punk - Massgrav - Slowly we Rock (Lixiviat Records) - Cat and the Underdogs - Punk Rock Overdrive (Dala Destoi Records) - Twin Pigs - GODSPEED, LITTLE SHIT-EATER (Luftslott Records) - Rotten Mind - Unflavored (Lövely) |
| Årets Jazz - Hederosgruppen - Ståplats (Hoob Records) - Lina Nyberg - Anniverse (Hoob Records) - Iris Bergcrantz - Trasighet och Fransar (Ladybird) - VIDYA - The Papillon (Havtorn Records) | Årets Metal - Besvärjelsen - Atlas (Magnetic Eye Records) - Orochen - Anthroposcenic (Suicide Records) - Watain - The Agony & Ecstasy of Watain (Nuclear Blast) - Vånda - Covenant of Death (Majestic Mountain Records) |
| Årets Singer/Songwriter - Slowgold - Kärlek (Playground Music) - Julia Logan - Everly Foreverly (Mayborn Music/Playground Music) - LB [Lars Bygdén] - One Last Time for Love (Massproduktion) - Winhill/Losehill - The Grief (Gamlestans Grammofonbolag)                                                         | Årets Experimentellt - Maria W Horn & Sara Parkman - Funeral Folk (XKatedral/Supertraditional) - Horze - Power (YEAR0001) - Rolf Enström - Echelon (Artechtus) - Mats Edén / Stefan Östersjö - Wind, Water, Strings, Bow (5b.no AS/Taragot Sounds) |
| Årets Rytm - Diverse Artister - Dans på svenska (Nordic Bass) - Dawda Jobarteh - Do you know a place called Flekkeröy (ajabu!) - Aurelia Dey - Sunday Service (Aurelia Dey) - Liliana Zavala - Todos Mis Muertos (Libelula Music)                                                                                | Årets Nykomling - Jacob Öhrvall (Gaphals) - Lisa Wanloo (Startracks) - Toad Venom (Welfare Sounds & Records) - The Big Black Holes (BlackValley Records) |
| Årets Kompositör - Sara Parkman (Sara Parkman/Hampus Norén) - Eros Agape Philia (Supertraditional) - Weils (Jonas Teglund/Isak Sundström) - Fugue State (Teg Publishing) - Les Big Byrd (Joakim Åhlund) - Eternal Light Brigade (Chimp Limbs Recordings) - Badlands (Catharina Jaunviksna) - Call To Love (RITE) | Årets Textförfattare - Cleo - Missaouri (Random Bastards/Storspoven) - Katarina Barruk - Ruhttuo (Gajhtohke Records) - Tomas Rimeika - Byälvsdalen (Rimfika) - Avantgardet (Rasmus Arvidsson) - Inget här är byggt för oss + Nybrosoundet (Avantgardet) |
| Årets Label of the Year - YEAR0001 - Almost Religious Label Group (Gaphals, Lövely och The Sign Records) - Icons Creating Evil Art - Lamour Records | Årets Live - Hannes (The Satchi Six) - Sarah Klang (Pangur Records) - Håkan Hellström (Tro & Tvivel) - Jonas Lundqvist (Adrian Recordings) |
| Årets Indie - Jonas Sjöström | |

## 2024
Manifestgalan 2024 ägde rum den 7 mars på Arbis i Norrköping.
Artister som uppträdde på galan var SunYears, SARU och Jonas Levi + Daniella Torres + Marx Gallo.
Jelassi, Jonatan Leandoer96, Christian Kjellvander och Terra var nominerade i vars två kategorier. Jelassi vann i båda sina kategorier. Christian Kjellvander i en.

### Nominerade och vinnare
Vinnare är placerade högst upp och i fet stil.
| Årets Barn - Britta Persson - Alla är barn (Forevers) - Emma & KJ - Emma & KJ drar åt pipsvängen (Sing a song fighter) - Lekisjazz - Lekisjazzhits (ETGOHOME) - Georg Riedel & Co - Georg Riedels Jiddishland- Naye lider/Nya visor- vol. II (Dos Nisele Music) | Årets Visa - Midnattsorkestern - Yllefilt (Kakafon Records) - Axel Sondén & Flyttfåglarna - Kleva (Barrackas Records) - Magnus Marcinkowski Pettersson - Sånger ur drömmens reservoar (Kakafon Records) - Kristian von Svensson - Som vanligt helt okej (Abakus)                                                                                              |
| Årets Synt - Agent Side Grinder - Jack Vegas (Progress Productions) - Stilla Havet - Natten (Novoton) - Red Cell - Red Cell (Stupid Dream Records) - The Mobile Homes - Tristesse (Wild Kingdom) | Årets Dansband - Streaplers - En bra plats i livet (Streaplers/Atenzia Records) - Titanix - Om du lovar (Atenzia Records) - Casanovas - Så kommer känslorna tillbaka (Atenzia Records) - Donnez - Skön Style (Atenzia Records) |
| Årets Pop - Jelly Crystal - Prince (Smuggler Music) - Terra - Livslinjen (Welfare Sounds & Records) - 7ebra - Bird Hour (PNKSLM Recordings) - Augustine - Youth and Why It Ends (OKT8) | Årets Rock - Mia Maria Johansson - Luft (Lazy Octopus) - Nära Döden - Slänger ingenting (Septembernatt) - Svartanatt - Last Days On Earth (The Sign Records) - No Tears - Heart Shaped Eyes (Luftslott Records) |
| Årets Dans - CC Luna - Samlad årsproduktion (STØK Recordings) - Bella Boo - Looney Talks (Studio Barnhus) - Olof Dreijer - Samlad årsproduktion (Rabid Records/Hessle Audio) - Mamba - Get Wet (Hörz Audio) | Årets Musikvideo - The Hives - Bogus Operandi (Disques Hives) Regi: Aube Perrie - Moonica Mac - 80's (Moonica Mac) Regi: Palmer Lydebrant - Stella Explorer - Club Atlantis (YEAR0001) Regi: Nemo Hinders - Joshua Idehen - Learn to Swin (Joshua Idehen) Regi: Carlos Zaya - Jonatan Leandoer96 - Blue Light (YEAR0001) Regi: Olle Knutsson, Philip Hovensjö |
| Årets Folk - Ævestaden - Solen var bättre där (Supertraditional) - Anna Karin Andersson - Gränsland (Kakafon Records - Ellika Frisell & Rafael Sida - Färg och tid (Supertraditional) - Väsen - Melliken (Olov Johansson Musik) | Årets Experimentellt - GAHLMM - Break a leg (Geiger Grammofon) - Tuulikki Bartosik - Playscapes (Efni Records) - Mattias Hållsten - Breathing, bowing (Thanatosis produktion) - The Gothenburg Combo - NOVEL-A Musical Library vol.1: Contemporary Classical (The Gothenburg Combo)                                                                           |
| Årets Jazz - Vilhelm Bromander Unfolding Orchestra - In this forever unfolding moment (Thanatosis produktion) - Karin Hammar - Opening (Prophone) - Terese Lien Evenstad - Movement (Berthold Records) - Tonbruket - Light Wood, Dark Strings (Smuggler Music) | Årets Punk - DULL - Dive Deep Down (Startracks) - Spøgelse - Spøgelse (Welfare Sounds & Records) - Internet Friends - Dressed to Kill (Icons Creating Evil Art) - Slaveriet - Ett småskaligt krig (Second Class Kids Records |
| Årets Nykomling - Boko Yout - AS SEEN ON TV (Hoopdiggas Recordings) - Korslagda Kukar - Den korslagda lärarn (Dalapop) - Klotter - och om du inte vet, så är du dum (Gaphals) - Blodtår - Det förtegna förflutna (Nordvis Produktion) | Årets Singersongwriter - Sarah Klang - Mercedes (Pangur Records/Nettwerk) - Telos Vision - Traces of Light (Preset Recordings) - Christian Kjellvander - Hold Your Love Still (Tapete Records) - SunYears - Come Fetch My Soul! (Yep Roc) |
| Årets Kompositör - Christian Kjellvander - Samlad årsproduktion - Hold your love still (Tapete Records) - Jonathan Leandoer - Samlad årsproduktion - Sugar World, Död Mark för evigt (YEAR0001) - Virginia and The Flood (Cornelia Adamsson) - The Dark Lord (Lazy Octopus Records) - Virke (Billie Lindhal, Rickard Jäverling and Henrik von Euler) - II (Flora & Fauna) | Årets Textförfattare - Jelassi - Dom har bara gett mig ett namn (AKHI) - Kerstin Ljungström - Till Dig (RMV) - Marit Bergman - Här kommer vargen (Sugartoy Recordings) - L.T. Fisk - Åsnemanifest (Aska Förlag) |
| Årets Soul/R&B - Dina Ögon - Oas (Playground Music) - Aida Lae - Samlad årsproduktion (Aida Lae mfl) - SARU - Moodring - Deluxe (SARU) - LUCIIA - WITH II EYES (WILHELMINA) | Årets Hiphop - Jelassi - Dom har bara gett mig ett namn (AKHI) - Mattis - Numer (Mvh Inspelningar) - R.G Bizzi & Scientific - Låt oss prata om det (Saab9000 music Group) - GAS - Samlad årsproduktion (Odd culture ent.) |
| Årets Live - Cleo (Storspoven) - Nicole Sabouné (Smuggler Music) - Terra (Welfare Sounds & Records) - Moneybrother (Hacka) | Årets Rytm - Langendorf United - Yeahno Yowouw land (Sing a song fighter) - Vumbi Dekula - Congo Guitar (Sing a song fighter) - Daniel Lemma - Addis (Dextra Music) - Maher Cissoko - Kora World (ajabu!) |
| Årets Metal - Industrial Puke - Born Into The Twisting Rope (Suicide Records) - Svartkonst - May The Night Fall (Trust No One Recordings) - Zombiekrig - Våld (GMR Music Group) - Black Birch - Samlad årsproduktion (Black Birch) | Label of the Year - Adrian Recordings - Studio Barnhus - Startracks - Ella Ruth Institutet |
| Årets Indie - Sara Hansby Reis & Fozzie Fanzine | |

## 2025
Manifestgalan 2025 hölls den 13 mars på Nalen i Stockholm.
Uppträdande artister var H.Self, Joshua Idehen, Annarella & Django och Occrasy.
Amanda Bergman som var nominerad i två kategorier och vann i båda blev galans stora vinnare. H. Self var nominerade i tre kategorier men vann bara i en. Även de Clair, L1NA, Girl Scout och Iris Viljanen var nominerade i vars två kategorier.

### Nominerade och vinnare
Vinnare är placerade högst upp och i fet stil.
| Årets Dansband - Fernandoz - I en Greyhound bus (Atenzia Records) - Allstars - Old, new, borrowed and blue (Musikpeppe) - Martinez - I dina händer (Atenzia Records) - Perikles - Check på den (Atenzia Records)                                                                                       | Årets Pop - Abstract Crimewave - The Longest Night (Chimp Limbs) - Nadja Evelina - En popprinsessas dagbok (Hjärtat Recordings/Roxy Recordings) - Say Lou Lou - Dust (Cosmos Music) - Sibille Attar - Brutal (Sibille Attar) |
| Årets Visa - Dan Berglund - Liv och dikt (Kakafon Records) - Iris Viljanen - Själsligt uppvaknande vid Slussen (Adrian Recordings) - Per Gustavsson - Jag samlar mina saker (J E Sounds) - Blomgren & Åberg Musikkollektivet Bobby Mull - Handen på hjärtat – nio oceaniska sånger (Blå moln musik)    | Årets Synt - Abu Nein - III – Dark Faith (Progress Production) - Me The Tiger - Envy (Progress Production) - Anadyr - Devouring The Self (Progress Production) - System - Autonomous (Progress Production) |
| Årets Folk - Väsen & Hawktail - Väsen & Hawktail (Padiddle Records) - Tant Parant - Ro och trevnad, lycklig levnad (PACAYA records) - Emma & Ellika - Väder (Kakafon Records) - Northern Resonance - Vision of Three (Trad Records)                                                                    | Årets Metal - Xion - Between Shadows and Gods (Dalapop) - Skraeckoedlan - Vermillion Sky (Fuzzorama records) - Ström - En orkan på vår sida (Black Lodge) - Child - Shitegeist (Suicide Records) |
| Årets Punk - Lastkaj 14 - Djävulskorset (Second Class Kids Records) - Slöa Knivar - Hejdå Mesar (De:Nihil Records/Sista Versen Records) - ALARM! - ALARM! (Armageddon Label) - Lautstürmer - Förruttnelsen (De:Nihil Records/Sista Versen Records)                                                     | Årets Musikvideo - Joshua Idehen - Mum Does The Washing (Big Wednesday) Regi: Iman Omar - Bavé - Anima (The Satchi Six) Regi: Nicolina Knapp - Kasbo - I'm In Trouble (Playground Music) Regi: Jessie McCall/Sean Kusanagi - Edgar Homeros - Upset (Cosmos Music) Regi: Tara Fouladi & Henrik Johansson, Daniel Tubylew - Sunnan - My Love For You ( Sunnan ) Regi: Nicolina Knapp |
| Årets Singer/Songwriter - Amanda Bergman - Your Hand Forever Checking On My Fever (The Satchi Six) - Ulf Stureson - VI (Adrian Recordings) - H. Self - Skälva (Ella Ruth Institutet) - Maja Francis - Hello Cowboy (RMV Grammofon)                                                                     | Årets Nykomling - de Clair - Hiding mountains in the palm of my hand (The Satchi Six) - Girl Scout - Samlad årsproduktion (235 Music) - H. Self - Skälva (Ella Ruth Institutet) - L1NA - TNT (Akhi) |
| Årets Dans - Tren Né - FOREVER CHANGED FOREVER STRONG (civic sounds) - Rymdklubben - Dissociative Guidance (Vill-A Recordings) - DJ Lily - Samlad årsproduktion (Lilies Recordings) - Prof. Stranger - Club Stranger (STUDIO94 Records)                                                                | Årets Kompositör - Amanda Bergman - Your Hand Forever Checking On My Fever (The Satchi Six) - Bombus - Your Blood (Black Lodge Records) - de Clair - Hiding mountains in the palm of my hand (The Satchi Six) - Stuzzi - Samlad årsproduktion (Vill-A Recordings) |
| Årets Textförfattare - H. Self - Skälva (Ella Ruth Institutet) - Ayla - Pussel (Ayla som Ljud) - The Tarantula Waltz - Till hälften människa (Pygmalion Musik) - Iris Viljanen - Själsligt uppvaknande vid Slussen (Adrian Recordings)                                                                 | Årets Hiphop - L1NA - TNT (Akhi) - Ant Wan - Wanderland (Ant Wan) - Mattis - Blå timmar (MVH Inspelningar) - Stockholmssyndromet - RMMD Sid A (SXXB900MG) |
| Årets Soul/R&B - Aida Lae - Samlad årsproduktion (Aida Lee) - Cherrie - Samlad årsproduktion (Araweelo) - Nápoles - Silk City (Ladieslove) - Melina Do Rosario - Samlad årsproduktion (Melina Do Rosario)                                                                                              | Årets Rock - Girl Scout - Headache/samlad årsproduktion (235 Music) - Långfinger - Pendulum (Welfare Sounds & Records) - Ebba Bergkvist & The Flat Tire Band - Four Wings (The Sign Records) - Bleak Streak - Bleak Streak (Svart Ljud Rekords) |
| Årets Jazz - Angles & Elle-Kari - The Death of Kalypso (Thanatosis produktion) - Ingrid Schyborger - In Love With the World (Prophone/Naxos Sweden) - Mariam The Believer - Breathing Techniques (Repeat Until Death) - Elin Forkelid - Songs To Keep You Company On A Dark Night (Sail Cabin Records) | Årets Barn - Micaela Gustafsson feat. Another Group - Fula flugan (Plonk Records) - Sture Kvintett - Barnjazz på svenska (Flick Records/Despotz Records) - Yria - Snurra din värld (Ensemble Yria) - Christina Hellström & Viktor Turegård - Farmors Visor (Drömland) |
| Årets Label - Playground Music - Beat Butchers - Lamour Records - Progress Productions | Årets Rytm - Ayla - Pussel (Ayla som Ljud) - Annarella and Django - Jouer (Sing a song fighter) - Ale Möller - Andras (Supertraditional) - Asmaa Hamzaoui & Bnat Timbouktou - L´bnat (ajabu!) |
| Årets Experimentellt - Kali Malone - All Life Long (Ideologic Organ) - Lisa Ullén - Heirloom (Fönstret) - Isak Hedtjärn - Kvarpan (Fönstret) - Daniel M Karlsson - Towards a Music for Large Ensemble (Fönstret)                                                                                       | Årets Live - Boko Yout (Hoopdiggas) - Terra (Welfare Sounds & Recordings) - The Hives (Disques Hives) - Deki Alem (Deki Alem) |
| Årets Indie - Zäta Zettergren | |